# Населённые пункты Нижегородской области в районах (от А до К)
Населённые пункты Нижегородской области в районах (от А до К)
Численность населения сельских населённых пунктов приведена по данным переписи населения 2010 года , численность населения городских населённых пунктов (посёлков городского типа (рабочих посёлков) и городов) — по оценке на 1 января 2023 года.

## Районы

### Ардатовский
| №  | Населённый пункт | Тип             | Население |
| -- | ---------------- | --------------- | --------- |
| 1  | Автодеево        | село            | 119       |
| 2  | Александровка    | село            | 17        |
| 3  | Ардатов          | рабочий посёлок | 9768      |
| 4  | Атемасово        | село            | 283       |
| 5  | Беляево          | деревня         | 198       |
| 6  | Березовка        | село            | 42        |
| 7  | Венец            | посёлок         | 174       |
| 8  | Виноградовка     | посёлок         | 11        |
| 9  | Вишневая         | деревня         | 36        |
| 10 | Выползово        | село            | 53        |
| 11 | Высоково         | деревня         | 156       |
| 12 | Гари             | село            | 51        |
| 13 | Голяткино        | село            | 381       |
| 14 | Докукино         | деревня         | 166       |
| 15 | Дубовка          | село            | 82        |
| 16 | Журелейка        | село            | 302       |
| 17 | Заречное         | село            | 36        |
| 18 | Идеал            | посёлок         | 189       |
| 19 | Измайловка       | село            | 87        |
| 20 | Кавлей           | деревня         | 18        |
| 21 | Канерга          | село            | 184       |
| 22 | Каркалей         | деревня         | 128       |
| 23 | Кармалейка       | село            | 37        |
| 24 | Кологреево       | село            | 82        |
| 25 | Котовка          | село            | 478       |
| 26 | Красная Речка    | посёлок         | 2         |
| 27 | Круглово         | село            | 421       |
| 28 | Кудлей           | село            | 14        |
| 29 | Кужендеево       | село            | 652       |
| 30 | Кузгородь        | деревня         | 54        |
| 31 | Кузятово         | село            | 319       |
| 32 | Левашово         | село            | 16        |
| 33 | Леметь           | село            | 236       |
| 34 | Липелей          | деревня         | 159       |
| 35 | Липовка          | село            | 328       |
| 36 | Личадеево        | село            | 648       |
| 37 | Малиновка        | деревня         | 0         |
| 38 | Малые Паны       | деревня         | 0         |
| 39 | Мечасово         | село            | 21        |
| 40 | Михеевка         | село            | 349       |
| 41 | Миякуши          | деревня         | 0         |
| 42 | Мостовка         | деревня         | 1         |
| 43 | Мухтолово        | рабочий посёлок | 4293      |
| 44 | Мыза             | посёлок         | 16        |
| 45 | Надёжино         | село            | 363       |
| 46 | Новая Лазаревка  | деревня         | 66        |
| 47 | Новолей          | деревня         | 7         |
| 48 | Нуча             | село            | 28        |
| 49 | Нучарово         | село            | 3         |
| 50 | Обход            | деревня         | 49        |
| 51 | Пашутино         | село            | 72        |
| 52 | Первинка         | посёлок         | 28        |
| 53 | Писарево         | село            | 66        |
| 54 | Поляна           | село            | 331       |
| 55 | Помелиха         | деревня         | 0         |
| 56 | Размазлей        | село            | 521       |
| 57 | Ризадеево        | село            | 98        |
| 58 | Саконы           | посёлок         | 84        |
| 59 | Саконы           | село            | 1277      |
| 60 | Сиязьма          | село            | 17        |
| 61 | Сосновка         | село            | 0         |
| 62 | Сосновка         | село            | 22        |
| 63 | Стексово         | село            | 614       |
| 64 | Туркуши          | село            | 618       |
| 65 | Туртапки         | деревня         | 136       |
| 66 | Ужовка           | деревня         | 0         |
| 67 | Урвань           | деревня         | 19        |
| 68 | Хохлово          | село            | 8         |
| 69 | Хрипуново        | село            | 448       |
| 70 | Четвертово       | деревня         | 7         |
| 71 | Чуварлейка       | село            | 41        |
| 72 | Чуварлей-Майдан  | село            | 222       |
| 73 | Шпага            | деревня         | 62        |
| 74 | Щёточное         | деревня         | 98        |
| 75 | Юсупово          | село            | 6         |

### Арзамасский
| №   | Населённый пункт                 | Тип              | Население |
| --- | -------------------------------- | ---------------- | --------- |
| 1   | 2-го участка совхоза «Шатовский» | посёлок          | 0         |
| 2   | Абрамово                         | село             | 1383      |
| 3   | Балахониха                       | деревня          | 8         |
| 4   | Балахониха                       | посёлок          | 773       |
| 5   | Бебяево                          | деревня          | 1585      |
| 6   | Беговатово                       | село             | 92        |
| 7   | Белозерье                        | деревня          | 8         |
| 8   | Берёзовка                        | деревня          | 4394      |
| 9   | Бестужево                        | село             | 15        |
| 10  | Большое Туманово                 | село             | 941       |
| 11  | Булдаково                        | село             | 156       |
| 12  | Буревестник                      | посёлок          | 1         |
| 13  | Васильев Враг                    | село             | 410       |
| 14  | Вацкое                           | деревня          | 2         |
| 15  | Веригино                         | село             | 128       |
| 16  | Верижки                          | село             | 53        |
| 17  | Ветошкино                        | село             | 298       |
| 18  | Виняево                          | село             | 341       |
| 19  | Водоватово                       | село             | 1681      |
| 20  | Волчиха                          | деревня          | 29        |
| 21  | Волчиха                          | село             | 228       |
| 22  | Волчихинский Майдан              | село             | 42        |
| 23  | Вторусское                       | село             | 100       |
| 24  | Выездное                         | рабочий посёлок  | 7714      |
| 25  | Забелино                         | деревня          | 136       |
| 26  | Замятино                         | село             | 171       |
| 27  | Заречное                         | село             | 72        |
| 28  | Исупово                          | деревня          | 4         |
| 29  | Казаково                         | село             | 377       |
| 30  | Каменка                          | село             | 278       |
| 31  | Кирилловка                       | село             | 1555      |
| 32  | Кичанзино                        | село             | 764       |
| 33  | Князёвка                         | деревня          | 104       |
| 34  | Ковакса                          | село             | 493       |
| 35  | Кожино                           | село             | 172       |
| 36  | Кокаревка                        | деревня          | 11        |
| 37  | Костылиха                        | посёлок станции  | 56        |
| 38  | Костылиха                        | село             | 131       |
| 39  | Котиха                           | село             | 173       |
| 40  | Красная Поляна                   | деревня          | 9         |
| 41  | Красное                          | село             | 2324      |
| 42  | Криуша                           | село             | 148       |
| 43  | Кузьмин Усад                     | село             | 43        |
| 44  | Ленинское                        | село             | 43        |
| 45  | Лидовка                          | деревня          | 123       |
| 46  | Ломовка                          | посёлок          | 1466      |
| 47  | Ломовка                          | село             | 51        |
| 48  | Малое Туманово                   | деревня          | 244       |
| 49  | Марьевка                         | деревня          | 283       |
| 50  | Медынцево                        | село             | 74        |
| 51  | Меньщиково                       | деревня          | 32        |
| 52  | Мерлино                          | деревня          | 473       |
| 53  | Морозовка                        | село             | 331       |
| 54  | Мотовилово                       | село             | 902       |
| 55  | Наумовка                         | село             | 651       |
| 56  | Никольское                       | село             | 383       |
| 57  | Новая Слобода                    | деревня          | 42        |
| 58  | Новинки                          | посёлок          | 9         |
| 59  | Новосёлки                        | село             | 755       |
| 60  | Новый Усад                       | село             | 764       |
| 61  | Озерки                           | деревня          | 23        |
| 62  | Охлопково                        | деревня          | 160       |
| 63  | Панфилово                        | село             | 39        |
| 64  | Пешелань                         | посёлок          | 107       |
| 65  | Пешелань                         | село             | 206       |
| 66  | Питер                            | село             | 14        |
| 67  | Пиявочное                        | деревня          | 57        |
| 68  | Покровка                         | деревня          | 9         |
| 69  | Пологовка                        | посёлок станции  | 6         |
| 70  | Пологовка                        | село             | 36        |
| 71  | Поляна                           | посёлок          | 10        |
| 72  | Пошатово                         | посёлок          | 607       |
| 73  | Протопоповка                     | село             | 371       |
| 74  | Пустынь                          | село             | 569       |
| 75  | Пушкарка                         | село             | 168       |
| 76  | Пятницы                          | село             | 165       |
| 77  | Рождественский Майдан            | село             | 41        |
| 78  | Саблуково                        | село             | 89        |
| 79  | Сады                             | деревня          | 6         |
| 80  | Сальниково                       | деревня          | 10        |
| 81  | Свобода                          | посёлок          | 3         |
| 82  | Свободная                        | деревня          | 43        |
| 83  | Селёма                           | село             | 372       |
| 84  | Селякино                         | село             | 42        |
| 85  | Семёново                         | село             | 484       |
| 86  | Скорятино                        | село             | 68        |
| 87  | Слезавка                         | посёлок станции  | 32        |
| 88  | Слизнево                         | село             | 481       |
| 89  | Соловейка                        | посёлок          | 28        |
| 90  | Старая Пустынь                   | посёлок          | 35        |
| 91  | Степаново                        | село             | 140       |
| 92  | Судеб                            | деревня          | 28        |
| 93  | Тамаевка                         | деревня          | 6         |
| 94  | Трактовый                        | посёлок разъезда | 8         |
| 95  | Троицкий Скит                    | посёлок          | 47        |
| 96  | Успенское 1-е                    | деревня          | 202       |
| 97  | Успенское 2-е                    | деревня          | 18        |
| 98  | Хватовка                         | село             | 802       |
| 99  | Черемас                          | посёлок          | 11        |
| 100 | Чернуха                          | село             | 3364      |
| 101 | Четвертаково                     | село             | 68        |
| 102 | Чуварлейка                       | деревня          | 54        |
| 103 | Шатовка                          | село             | 1774      |
| 104 | Шерстино                         | деревня          | 28        |
| 105 | Шерстино                         | село             | 438       |

### Балахнинский (Балахнинский муниципальный округ)
| №  | Населённый пункт | Тип              | Население |
| -- | ---------------- | ---------------- | --------- |
| 1  | Алферово         | деревня          | 5         |
| 2  | Бабье            | деревня          | 18        |
| 3  | Балахна          | город            | 47 379    |
| 4  | Беловская        | деревня          | 30        |
| 5  | Большие Могильцы | деревня          | 119       |
| 6  | Большое Козино   | рабочий посёлок  | 6704      |
| 7  | Бредово          | деревня          | 6         |
| 8  | Бурцево          | деревня          | 50        |
| 9  | Ватагино         | деревня          | 10        |
| 10 | Галкино          | деревня          | 26        |
| 11 | Гидроторф        | рабочий посёлок  | 6626      |
| 12 | Гриденино        | деревня          | 36        |
| 13 | Гумнищи          | деревня          | 134       |
| 14 | Замятино         | деревня          | 162       |
| 15 | Истомино         | деревня          | 1378      |
| 16 | Каданово         | деревня          | 38        |
| 17 | Конево           | деревня          | 1016      |
| 18 | Коробейниково    | деревня          | 24        |
| 19 | Костенево        | посёлок          | 193       |
| 20 | Кочергино        | деревня          | 76        |
| 21 | Липовки          | деревня          | 90        |
| 22 | Липовки          | посёлок разъезда | 57        |
| 23 | Лукино           | рабочий посёлок  | 3484      |
| 24 | Ляпуниха         | деревня          | 115       |
| 25 | Ляхово           | посёлок          | 200       |
| 26 | Ляховский Борок  | посёлок          | 13        |
| 27 | Малинино         | деревня          | 9         |
| 28 | Малое Козино     | рабочий посёлок  | 932       |
| 29 | Малые Могильцы   | деревня          | 180       |
| 30 | Первое Мая       | рабочий посёлок  | 1909      |
| 31 | Первое Мая       | посёлок          | 19        |
| 32 | Погарново        | деревня          | 4         |
| 33 | Постниково       | деревня          | 256       |
| 34 | Рылово           | деревня          | 186       |
| 35 | Смирино          | деревня          | 219       |
| 36 | Совхозный        | посёлок          | 864       |
| 37 | Сонино           | деревня          | 11        |
| 38 | Трестьяны        | деревня          | 215       |
| 39 | Тычинино         | деревня          | 3         |
| 40 | Чёрная           | деревня          | 25        |
| 41 | Чуркино          | деревня          | 3         |
| 42 | Шалимово         | деревня          | 14        |
| 43 | Шеляухово        | деревня          | 314       |
| 44 | Шишкино          | деревня          | 69        |
| 45 | Юрино            | деревня          | 3         |
| 46 | Яснево           | деревня          | 3         |

### Богородский (Богородский муниципальный округ)
| №   | Населённый пункт  | Тип             | Население |
| --- | ----------------- | --------------- | --------- |
| 1   | Алексеевка        | деревня         | 12        |
| 2   | Алешково          | село            | 1005      |
| 3   | Алистеево         | село            | 19        |
| 4   | Андреевка         | деревня         | 8         |
| 5   | Андриановка       | посёлок         | 0         |
| 6   | Анкудиновка       | деревня         | 4         |
| 7   | Антеньево         | деревня         | 63        |
| 8   | Арапово           | село            | 531       |
| 9   | Афанасьево        | село            | 239       |
| 10  | Банниково         | деревня         | 16        |
| 11  | Баркино           | деревня         | 30        |
| 12  | Березовка         | деревня         | 1776      |
| 13  | Богородск         | город           | 33 818    |
| 14  | Большое Бедрино   | деревня         | 25        |
| 15  | Бочеево           | деревня         | 2         |
| 16  | Букино            | деревня         | 160       |
| 17  | Буревестник       | посёлок         | 3219      |
| 18  | Бурцево           | деревня         | 88        |
| 19  | Великосельево     | деревня         | 88        |
| 20  | Венец             | деревня         | 15        |
| 21  | Вознесенское      | деревня         | 5         |
| 22  | Воронцово         | деревня         | 24        |
| 23  | Выболово          | деревня         | 85        |
| 24  | Выползово         | деревня         | 40        |
| 25  | Высоково          | деревня         | 358       |
| 26  | Вязовец           | деревня         | 20        |
| 27  | Гари              | деревня         | 13        |
| 28  | Горядниха         | посёлок         | 1         |
| 29  | Гремячки          | деревня         | 98        |
| 30  | Демидово          | деревня         | 192       |
| 31  | Доскино           | село            | 812       |
| 32  | Дубёнки           | деревня         | 34        |
| 33  | Дуденево          | село            | 1098      |
| 34  | Еловицы           | деревня         | 0         |
| 35  | Ефимьево          | село            | 38        |
| 36  | Заозерье          | деревня         | 118       |
| 37  | Зелёный Дол       | посёлок         | 78        |
| 38  | Зименки           | деревня         | 50        |
| 39  | Ивановское        | село            | 45        |
| 40  | имени Первого Мая | посёлок         | 11        |
| 41  | Инютино           | деревня         | 510       |
| 42  | Ионовка           | деревня         | 10        |
| 43  | Каленки           | деревня         | 6         |
| 44  | Каликино          | деревня         | 2         |
| 45  | Каменки           | село            | 1903      |
| 46  | Каменный          | посёлок         | 6         |
| 47  | Карпово           | деревня         | 37        |
| 48  | Касаниха          | деревня         | 34        |
| 49  | Килелей           | деревня         | 41        |
| 50  | Киргино           | деревня         | 0         |
| 51  | Ключищи           | деревня         | 195       |
| 52  | Кожевенное        | деревня         | 57        |
| 53  | Колесницы         | деревня         | 0         |
| 54  | Комсомольский     | посёлок         | 181       |
| 55  | Копнино           | деревня         | 36        |
| 56  | Красный Кирпичник | посёлок         | 15        |
| 57  | Крастелиха        | деревня         | 35        |
| 58  | Крашово           | деревня         | 61        |
| 59  | Крутец            | деревня         | 7         |
| 60  | Крутец            | деревня         | 54        |
| 61  | Крутиха           | деревня         | 35        |
| 62  | Кубаево           | деревня         | 88        |
| 63  | Кудрёшки          | деревня         | 114       |
| 64  | Кузнецово         | деревня         | 86        |
| 65  | Куликово          | деревня         | 45        |
| 66  | Лазарево          | деревня         | 82        |
| 67  | Лакша             | село            | 963       |
| 68  | Лесной            | посёлок         | 41        |
| 69  | Лисьи Ямки        | посёлок         | 0         |
| 70  | Лом               | деревня         | 31        |
| 71  | Лопатино          | посёлок         | 1         |
| 72  | Лукино            | село            | 287       |
| 73  | Майоровка         | посёлок         | 0         |
| 74  | Макариха          | деревня         | 62        |
| 75  | Малиновка         | деревня         | 0         |
| 76  | Малое Бедрино     | деревня         | 11        |
| 77  | Мирный            | посёлок         | 6         |
| 78  | Нагавицино        | село            | 4         |
| 79  | Натальино         | деревня         | 3         |
| 80  | Непецино          | деревня         | 14        |
| 81  | Новая Слобода     | посёлок         | 8         |
| 82  | Новинки           | деревня         | 3         |
| 83  | Окский            | посёлок         | 1359      |
| 84  | Оленино           | деревня         | 12        |
| 85  | Оранки            | село            | 618       |
| 86  | Оринкино          | деревня         | 6         |
| 87  | Охотино           | деревня         | 11        |
| 88  | Пальцино          | деревня         | 25        |
| 89  | Пантелеево        | деревня         | 54        |
| 90  | Песочное          | деревня         | 304       |
| 91  | Победиха          | деревня         | 22        |
| 92  | Подвязье          | село            | 12        |
| 93  | Подъяблонное      | деревня         | 8         |
| 94  | Полец             | деревня         | 26        |
| 95  | Поляны            | деревня         | 22        |
| 96  | Поспелиха         | деревня         | 53        |
| 97  | Пруды             | деревня         | 81        |
| 98  | Савелово          | деревня         | 24        |
| 99  | Садки             | деревня         | 12        |
| 100 | Санниково         | деревня         | 18        |
| 101 | Северная Колта    | посёлок         | 4         |
| 102 | Сляднево          | деревня         | 2         |
| 103 | Сокол             | деревня         | 150       |
| 104 | Солонское         | деревня         | 477       |
| 105 | Сохтанка          | деревня         | 30        |
| 106 | Спирино           | село            | 37        |
| 107 | Стрелково         | деревня         | 15        |
| 108 | Сухоблюдное       | деревня         | 152       |
| 109 | Сысоевка          | деревня         | 193       |
| 110 | Теряево           | деревня         | 527       |
| 111 | Тетерюгино        | деревня         | 7         |
| 112 | Тимонино          | деревня         | 38        |
| 113 | Трестьяны         | деревня         | 26        |
| 114 | Троица            | село            | 45        |
| 115 | Убежицы           | село            | 103       |
| 116 | Ункор             | посёлок         | 11        |
| 117 | Ушаково           | деревня         | 556       |
| 118 | Ушаково           | деревня         | 13        |
| 119 | Хабарское         | деревня         | 49        |
| 120 | Хватково          | деревня         | 70        |
| 121 | Хвощёвка          | село            | 915       |
| 122 | Центральный       | посёлок         | 926       |
| 123 | Чаглово           | посёлок         | 18        |
| 124 | Чапурда           | деревня         | 1         |
| 125 | Ченцово           | деревня         | 11        |
| 126 | Чижково           | деревня         | 3         |
| 127 | Шапкино           | село            | 317       |
| 128 | Шарголи           | деревня         | 15        |
| 129 | Шарголи           | село            | 52        |
| 130 | Швариха           | деревня         | 633       |
| 131 | Шилово            | деревня         | 29        |
| 132 | Шониха            | деревня         | 38        |
| 133 | Шониха            | посёлок станции | 19        |
| 134 | Шопово            | деревня         | 148       |
| 135 | Шуклино           | деревня         | 70        |
| 136 | Шумилово          | деревня         | 236       |
| 137 | Ягодное           | деревня         | 30        |

### Большеболдинский
| №  | Населённый пункт   | Тип     | Население |
| -- | ------------------ | ------- | --------- |
| 1  | Адашево            | село    | 0         |
| 2  | Александровка      | деревня | 0         |
| 3  | Алексеевка         | село    | 119       |
| 4  | Аносово            | село    | 261       |
| 5  | Апраксино          | село    | 441       |
| 6  | Большевик          | посёлок | 222       |
| 7  | Большие Поляны     | село    | 239       |
| 8  | Большое Болдино    | село    | 5111      |
| 9  | Большое Казариново | село    | 201       |
| 10 | Веренка            | деревня | 85        |
| 11 | Вилы               | посёлок | 3         |
| 12 | Головачевка        | деревня | 87        |
| 13 | Девичьи Горы       | село    | 0         |
| 14 | Дмитриевка         | деревня | 5         |
| 15 | Дубровка           | деревня | 26        |
| 16 | Жданово            | село    | 15        |
| 17 | Знаменка           | село    | 73        |
| 18 | Ивановка           | посёлок | 0         |
| 19 | Илларионово        | село    | 212       |
| 20 | Казаковка          | село    | 9         |
| 21 | Кистенево          | село    | 42        |
| 22 | Кондрыкино         | село    | 364       |
| 23 | Кудеяровка         | деревня | 30        |
| 24 | Летяев             | посёлок | 0         |
| 25 | Логиновка          | деревня | 0         |
| 26 | Львовка            | село    | 8         |
| 27 | Малиновка          | деревня | 2         |
| 28 | Малое Болдино      | село    | 84        |
| 29 | Малое Казариново   | село    | 369       |
| 30 | Михалко-Майдан     | село    | 19        |
| 31 | Молчаново          | село    | 161       |
| 32 | Никаевка           | посёлок | 1         |
| 33 | Ниловка            | деревня | 66        |
| 34 | Новая Слобода      | село    | 698       |
| 35 | Новопушкино        | посёлок | 0         |
| 36 | Новороссийский 1   | посёлок | 9         |
| 37 | Новороссийский 2   | посёлок | 0         |
| 38 | Павловка           | посёлок | 1         |
| 39 | Пересекино         | село    | 66        |
| 40 | Пермеево           | село    | 447       |
| 41 | Пикшень            | село    | 508       |
| 42 | Пралевка           | деревня | 49        |
| 43 | Прогресс           | посёлок | 1         |
| 44 | Рябиновка          | посёлок | 15        |
| 45 | Садовая            | деревня | 28        |
| 46 | Свирино            | деревня | 6         |
| 47 | Сергеевка          | село    | 576       |
| 48 | Старое Ахматово    | село    | 345       |
| 49 | Стяжкино           | деревня | 9         |
| 50 | Сумароково         | село    | 82        |
| 51 | Усад               | деревня | 149       |
| 52 | Успенский          | посёлок | 50        |
| 53 | Черновское         | село    | 487       |
| 54 | Чертас             | деревня | 175       |
| 55 | Чиреси             | село    | 94        |
| 56 | Яз                 | село    | 22        |

### Большемурашкинский
| №  | Населённый пункт  | Тип             | Население |
| -- | ----------------- | --------------- | --------- |
| 1  | Андрейково        | село            | 5         |
| 2  | Большие Курашки   | деревня         | 0         |
| 3  | Большое Мурашкино | рабочий посёлок | 5577      |
| 4  | Бурныковка        | деревня         |           |
| 5  | Вершинино         | село            | 144       |
| 6  | Городищи          | деревня         | 2         |
| 7  | Григорово         | село            | 495       |
| 8  | Гужово            | деревня         | 29        |
| 9  | Ивановское        | село            | 271       |
| 10 | Карабатово        | село            | 276       |
| 11 | Картмазово        | село            | 42        |
| 12 | Кишкино           | село            | 593       |
| 13 | Ключищи           | деревня         | 0         |
| 14 | Колотуха          | деревня         | 26        |
| 15 | Красненькая       | деревня         | 12        |
| 16 | Красново          | деревня         | 6         |
| 17 | Красный           | посёлок         | 2         |
| 18 | Крашово           | деревня         | 6         |
| 19 | Курлаково         | село            | 193       |
| 20 | Лубянцы           | село            | 17        |
| 21 | Лунево            | деревня         | 18        |
| 22 | Малое Мурашкино   | село            | 102       |
| 23 | Малые Бакалды     | деревня         | 5         |
| 24 | Медведково        | деревня         | 2         |
| 25 | Медвежий Лог      | деревня         | 22        |
| 26 | Медвежья Поляна   | село            | 39        |
| 27 | Меленки           | деревня         | 2         |
| 28 | Мочалка           | деревня         | 0         |
| 29 | Нелюбово          | село            | 31        |
| 30 | Нефедьево         | деревня         | 0         |
| 31 | Никиткино         | деревня         | 0         |
| 32 | Николаевка        | деревня         | 2         |
| 33 | Ногавицино        | деревня         | 2         |
| 34 | Оболкино          | деревня         | 6         |
| 35 | Окинино           | деревня         | 4         |
| 36 | Папулово          | село            | 41        |
| 37 | Пужаевка          | деревня         | 0         |
| 38 | Рамешки           | деревня         | 11        |
| 39 | Рождествено       | село            | 406       |
| 40 | Синцово           | деревня         | 117       |
| 41 | Советский         | посёлок         | 1055      |
| 42 | Сосновка          | деревня         | 13        |
| 43 | Спирино           | деревня         | 12        |
| 44 | Сысоевка          | деревня         | 3         |
| 45 | Тыново            | деревня         | 0         |
| 46 | Холязино          | село            | 766       |
| 47 | Чайпоселок        | деревня         | 3         |
| 48 | Чернуха           | деревня         | 43        |
| 49 | Шахманово         | село            | 130       |

### Бутурлинский (Бутурлинский муниципальный округ)
| №  | Населённый пункт | Тип              | Население                                                                                  |
| -- | ---------------- | ---------------- | ------------------------------------------------------------------------------------------ |
| 1  | Алтышево         | деревня          | 0                                                                                          |
| 2  | Большая Якшень   | село             | 272                                                                                        |
| 3  | Большие Бакалды  | село             | 652                                                                                        |
| 4  | Борнуково        | село             | 455                                                                                        |
| 5  | Букалей          | село             | 7                                                                                          |
| 6  | Бутурлино        | рабочий посёлок  | 6906                                                                                       |
| 7  | Валгусы          | село             | 510                                                                                        |
| 8  | Вергизаи         | село             | 68                                                                                         |
| 9  | Вишенки          | посёлок          | 5                                                                                          |
| 10 | Возрождение      | посёлок          | 2                                                                                          |
| 11 | Высоково         | село             | 46                                                                                         |
| 12 | Гремячий         | посёлок          | 12                                                                                         |
| 13 | Еделево          | село             | 3                                                                                          |
| 14 | Залесный         | посёлок          | 0                                                                                          |
| 15 | Инкино           | село             | 359                                                                                        |
| 16 | Иржино           | село             | 5                                                                                          |
| 17 | Каменищи         | посёлок разъезда | 12                                                                                         |
| 18 | Каменищи         | село             | 750                                                                                        |
| 19 | Кеньшево         | село             | 184                                                                                        |
| 20 | Кеславь          | деревня          | 170                                                                                        |
| 21 | Кетрось          | село             | 316                                                                                        |
| 22 | Княж-Павлово     | село             | 77                                                                                         |
| 23 | Кочуново         | село             | 665                                                                                        |
| 24 | Красная Глинка   | посёлок          | 331                                                                                        |
| 25 | Кремницкое       | село             | 230                                                                                        |
| 26 | Крутец           | село             | 308                                                                                        |
| 27 | Лукьяново        | село             | 110                                                                                        |
| 28 | Малая Андреевка  | деревня          | 0                                                                                          |
| 29 | Малая Якшенка    | деревня          | Получено слишком много сущностей из Викиданные. Количество загруженных сущностей: 500/500. |
| 30 | Малиновка        | деревня          | Получено слишком много сущностей из Викиданные. Количество загруженных сущностей: 500/500. |
| 31 | Малые Горки      | деревня          | Получено слишком много сущностей из Викиданные. Количество загруженных сущностей: 500/500. |
| 32 | Мары             | посёлок          | Получено слишком много сущностей из Викиданные. Количество загруженных сущностей: 500/500. |
| 33 | Марьино          | село             | Получено слишком много сущностей из Викиданные. Количество загруженных сущностей: 500/500. |
| 34 | Мисюриха         | село             | Получено слишком много сущностей из Викиданные. Количество загруженных сущностей: 500/500. |
| 35 | Мокса            | село             | Получено слишком много сущностей из Викиданные. Количество загруженных сущностей: 500/500. |
| 36 | Напалково        | село             | Получено слишком много сущностей из Викиданные. Количество загруженных сущностей: 500/500. |
| 37 | Наумово          | село             | Получено слишком много сущностей из Викиданные. Количество загруженных сущностей: 500/500. |
| 38 | Новый Ключ       | посёлок          | Получено слишком много сущностей из Викиданные. Количество загруженных сущностей: 500/500. |
| 39 | Пергалей         | село             | Получено слишком много сущностей из Викиданные. Количество загруженных сущностей: 500/500. |
| 40 | Поляны           | село             | Получено слишком много сущностей из Викиданные. Количество загруженных сущностей: 500/500. |
| 41 | Почайно          | посёлок          | Получено слишком много сущностей из Викиданные. Количество загруженных сущностей: 500/500. |
| 42 | Пузыриха         | село             | Получено слишком много сущностей из Викиданные. Количество загруженных сущностей: 500/500. |
| 43 | Сластиха         | деревня          | Получено слишком много сущностей из Викиданные. Количество загруженных сущностей: 500/500. |
| 44 | Смагино          | село             | Получено слишком много сущностей из Викиданные. Количество загруженных сущностей: 500/500. |
| 45 | Софьино          | деревня          | Получено слишком много сущностей из Викиданные. Количество загруженных сущностей: 500/500. |
| 46 | Сурадеево        | село             | Получено слишком много сущностей из Викиданные. Количество загруженных сущностей: 500/500. |
| 47 | Тарталей         | село             | Получено слишком много сущностей из Викиданные. Количество загруженных сущностей: 500/500. |
| 48 | Уварово          | село             | Получено слишком много сущностей из Викиданные. Количество загруженных сущностей: 500/500. |
| 49 | Филиппово        | деревня          | Получено слишком много сущностей из Викиданные. Количество загруженных сущностей: 500/500. |
| 50 | Чембасово        | село             | Получено слишком много сущностей из Викиданные. Количество загруженных сущностей: 500/500. |
| 51 | Чернуха          | деревня          | Получено слишком много сущностей из Викиданные. Количество загруженных сущностей: 500/500. |
| 52 | Яблонка          | село             | Получено слишком много сущностей из Викиданные. Количество загруженных сущностей: 500/500. |
| 53 | Ягубовка         | село             | Получено слишком много сущностей из Викиданные. Количество загруженных сущностей: 500/500. |
| 54 | Яковлево         | село             | Получено слишком много сущностей из Викиданные. Количество загруженных сущностей: 500/500. |

### Вадский (Вадский муниципальный округ)
| №  | Населённый пункт     | Тип             | Население                                                                                  |
| -- | -------------------- | --------------- | ------------------------------------------------------------------------------------------ |
| 1  | Анненковский Карьер  | посёлок         | Получено слишком много сущностей из Викиданные. Количество загруженных сущностей: 500/500. |
| 2  | Болтино              | деревня         | Получено слишком много сущностей из Викиданные. Количество загруженных сущностей: 500/500. |
| 3  | Борисово Поле        | село            | Получено слишком много сущностей из Викиданные. Количество загруженных сущностей: 500/500. |
| 4  | Борьба               | посёлок         | Получено слишком много сущностей из Викиданные. Количество загруженных сущностей: 500/500. |
| 5  | Букалей              | село            | Получено слишком много сущностей из Викиданные. Количество загруженных сущностей: 500/500. |
| 6  | Вад                  | село            | Получено слишком много сущностей из Викиданные. Количество загруженных сущностей: 500/500. |
| 7  | Вадок                | посёлок станции | Получено слишком много сущностей из Викиданные. Количество загруженных сущностей: 500/500. |
| 8  | Вазьян               | село            | Получено слишком много сущностей из Викиданные. Количество загруженных сущностей: 500/500. |
| 9  | Гари                 | село            | Получено слишком много сущностей из Викиданные. Количество загруженных сущностей: 500/500. |
| 10 | Досадино             | деревня         | Получено слишком много сущностей из Викиданные. Количество загруженных сущностей: 500/500. |
| 11 | Дубенское            | село            | Получено слишком много сущностей из Викиданные. Количество загруженных сущностей: 500/500. |
| 12 | Елховка              | село            | Получено слишком много сущностей из Викиданные. Количество загруженных сущностей: 500/500. |
| 13 | Завод                | деревня         | Получено слишком много сущностей из Викиданные. Количество загруженных сущностей: 500/500. |
| 14 | Зелёные Горы         | село            | Получено слишком много сущностей из Викиданные. Количество загруженных сущностей: 500/500. |
| 15 | Ивановка             | деревня         | Получено слишком много сущностей из Викиданные. Количество загруженных сущностей: 500/500. |
| 16 | Ивашкино             | село            | Получено слишком много сущностей из Викиданные. Количество загруженных сущностей: 500/500. |
| 17 | Костино              | деревня         | Получено слишком много сущностей из Викиданные. Количество загруженных сущностей: 500/500. |
| 18 | Крутой Майдан        | село            | Получено слишком много сущностей из Викиданные. Количество загруженных сущностей: 500/500. |
| 19 | Лопатино             | село            | Получено слишком много сущностей из Викиданные. Количество загруженных сущностей: 500/500. |
| 20 | Меленино             | село            | Получено слишком много сущностей из Викиданные. Количество загруженных сущностей: 500/500. |
| 21 | Мигалиха             | деревня         | Получено слишком много сущностей из Викиданные. Количество загруженных сущностей: 500/500. |
| 22 | Новосёлки            | деревня         | Получено слишком много сущностей из Викиданные. Количество загруженных сущностей: 500/500. |
| 23 | Новый Мир            | посёлок         | Получено слишком много сущностей из Викиданные. Количество загруженных сущностей: 500/500. |
| 24 | Орел                 | деревня         | Получено слишком много сущностей из Викиданные. Количество загруженных сущностей: 500/500. |
| 25 | Петлино              | село            | Получено слишком много сущностей из Викиданные. Количество загруженных сущностей: 500/500. |
| 26 | Поляны               | деревня         | Получено слишком много сущностей из Викиданные. Количество загруженных сущностей: 500/500. |
| 27 | Порецкое             | деревня         | Получено слишком много сущностей из Викиданные. Количество загруженных сущностей: 500/500. |
| 28 | Равенство            | посёлок         | Получено слишком много сущностей из Викиданные. Количество загруженных сущностей: 500/500. |
| 29 | Раздолье             | деревня         | Получено слишком много сущностей из Викиданные. Количество загруженных сущностей: 500/500. |
| 30 | Рахманово            | деревня         | Получено слишком много сущностей из Викиданные. Количество загруженных сущностей: 500/500. |
| 31 | Ровный               | посёлок         | Получено слишком много сущностей из Викиданные. Количество загруженных сущностей: 500/500. |
| 32 | Салалей              | село            | Получено слишком много сущностей из Викиданные. Количество загруженных сущностей: 500/500. |
| 33 | Санатория Бобыльский | посёлок         | Получено слишком много сущностей из Викиданные. Количество загруженных сущностей: 500/500. |
| 34 | Свобода              | село            | Получено слишком много сущностей из Викиданные. Количество загруженных сущностей: 500/500. |
| 35 | Сосновка             | деревня         | Получено слишком много сущностей из Викиданные. Количество загруженных сущностей: 500/500. |
| 36 | Стрелка              | село            | Получено слишком много сущностей из Викиданные. Количество загруженных сущностей: 500/500. |
| 37 | Троицкое 1-е         | село            | Получено слишком много сущностей из Викиданные. Количество загруженных сущностей: 500/500. |
| 38 | Троицкое 2-е         | село            | Получено слишком много сущностей из Викиданные. Количество загруженных сущностей: 500/500. |
| 39 | Умай                 | село            | Получено слишком много сущностей из Викиданные. Количество загруженных сущностей: 500/500. |
| 40 | Холостой Майдан      | село            | Получено слишком много сущностей из Викиданные. Количество загруженных сущностей: 500/500. |
| 41 | Чегодаевка           | деревня         | Получено слишком много сущностей из Викиданные. Количество загруженных сущностей: 500/500. |
| 42 | Чёрная Захарьевка    | деревня         | Получено слишком много сущностей из Викиданные. Количество загруженных сущностей: 500/500. |
| 43 | Чувахлей             | деревня         | Получено слишком много сущностей из Викиданные. Количество загруженных сущностей: 500/500. |
| 44 | Шадрино              | село            | Получено слишком много сущностей из Викиданные. Количество загруженных сущностей: 500/500. |
| 45 | Щедровка             | село            | Получено слишком много сущностей из Викиданные. Количество загруженных сущностей: 500/500. |
| 46 | Яблонка              | село            | Получено слишком много сущностей из Викиданные. Количество загруженных сущностей: 500/500. |

### Варнавинский
| №  | Населённый пункт | Тип             | Население                                                                                  |
| -- | ---------------- | --------------- | ------------------------------------------------------------------------------------------ |
| 1  | Андреево         | деревня         | Получено слишком много сущностей из Викиданные. Количество загруженных сущностей: 500/500. |
| 2  | Анисимово        | деревня         | Получено слишком много сущностей из Викиданные. Количество загруженных сущностей: 500/500. |
| 3  | Антониха         | деревня         | Получено слишком много сущностей из Викиданные. Количество загруженных сущностей: 500/500. |
| 4  | Антониха         | деревня         | Получено слишком много сущностей из Викиданные. Количество загруженных сущностей: 500/500. |
| 5  | Аппалиха         | деревня         | Получено слишком много сущностей из Викиданные. Количество загруженных сущностей: 500/500. |
| 6  | Бажино           | деревня         | Получено слишком много сущностей из Викиданные. Количество загруженных сущностей: 500/500. |
| 7  | Бархатиха        | деревня         | Получено слишком много сущностей из Викиданные. Количество загруженных сущностей: 500/500. |
| 8  | Басмино          | деревня         | Получено слишком много сущностей из Викиданные. Количество загруженных сущностей: 500/500. |
| 9  | Бердничиха       | деревня         | Получено слишком много сущностей из Викиданные. Количество загруженных сущностей: 500/500. |
| 10 | Березки          | посёлок         | Получено слишком много сущностей из Викиданные. Количество загруженных сущностей: 500/500. |
| 11 | Богородское      | село            | Получено слишком много сущностей из Викиданные. Количество загруженных сущностей: 500/500. |
| 12 | Бочкариха        | деревня         | Получено слишком много сущностей из Викиданные. Количество загруженных сущностей: 500/500. |
| 13 | Бродовое         | посёлок         | Получено слишком много сущностей из Викиданные. Количество загруженных сущностей: 500/500. |
| 14 | Булдаково        | деревня         | Получено слишком много сущностей из Викиданные. Количество загруженных сущностей: 500/500. |
| 15 | Валиха           | деревня         | Получено слишком много сущностей из Викиданные. Количество загруженных сущностей: 500/500. |
| 16 | Варнавино        | рабочий посёлок | Получено слишком много сущностей из Викиданные. Количество загруженных сущностей: 500/500. |
| 17 | Восход           | посёлок         | Получено слишком много сущностей из Викиданные. Количество загруженных сущностей: 500/500. |
| 18 | Выползиха        | деревня         | Получено слишком много сущностей из Викиданные. Количество загруженных сущностей: 500/500. |
| 19 | Глухое           | посёлок         | Получено слишком много сущностей из Викиданные. Количество загруженных сущностей: 500/500. |
| 20 | Горки            | село            | Получено слишком много сущностей из Викиданные. Количество загруженных сущностей: 500/500. |
| 21 | Гришино          | деревня         | Получено слишком много сущностей из Викиданные. Количество загруженных сущностей: 500/500. |
| 22 | Демидово         | деревня         | Получено слишком много сущностей из Викиданные. Количество загруженных сущностей: 500/500. |
| 23 | Дерябино         | деревня         | Получено слишком много сущностей из Викиданные. Количество загруженных сущностей: 500/500. |
| 24 | Егачиха          | деревня         | Получено слишком много сущностей из Викиданные. Количество загруженных сущностей: 500/500. |
| 25 | Елевая Заводь    | посёлок         | Получено слишком много сущностей из Викиданные. Количество загруженных сущностей: 500/500. |
| 26 | Жилиха           | деревня         | Получено слишком много сущностей из Викиданные. Количество загруженных сущностей: 500/500. |
| 27 | Заболотье        | деревня         | Получено слишком много сущностей из Викиданные. Количество загруженных сущностей: 500/500. |
| 28 | Загзы            | деревня         | Получено слишком много сущностей из Викиданные. Количество загруженных сущностей: 500/500. |
| 29 | Замешаиха        | деревня         | Получено слишком много сущностей из Викиданные. Количество загруженных сущностей: 500/500. |
| 30 | Заречный         | посёлок         | Получено слишком много сущностей из Викиданные. Количество загруженных сущностей: 500/500. |
| 31 | Зверниха         | деревня         | Получено слишком много сущностей из Викиданные. Количество загруженных сущностей: 500/500. |
| 32 | Зяблица          | деревня         | Получено слишком много сущностей из Викиданные. Количество загруженных сущностей: 500/500. |
| 33 | Кайск            | деревня         | Получено слишком много сущностей из Викиданные. Количество загруженных сущностей: 500/500. |
| 34 | Кайск            | посёлок         | Получено слишком много сущностей из Викиданные. Количество загруженных сущностей: 500/500. |
| 35 | Камешник         | посёлок         | Получено слишком много сущностей из Викиданные. Количество загруженных сущностей: 500/500. |
| 36 | Карандаши        | деревня         | Получено слишком много сущностей из Викиданные. Количество загруженных сущностей: 500/500. |
| 37 | Карасиха         | деревня         | Получено слишком много сущностей из Викиданные. Количество загруженных сущностей: 500/500. |
| 38 | Карелиха         | деревня         | Получено слишком много сущностей из Викиданные. Количество загруженных сущностей: 500/500. |
| 39 | Кирюшино         | деревня         | Получено слишком много сущностей из Викиданные. Количество загруженных сущностей: 500/500. |
| 40 | Клячино          | деревня         | Получено слишком много сущностей из Викиданные. Количество загруженных сущностей: 500/500. |
| 41 | Коленово         | деревня         | Получено слишком много сущностей из Викиданные. Количество загруженных сущностей: 500/500. |
| 42 | Колосиха         | деревня         | Получено слишком много сущностей из Викиданные. Количество загруженных сущностей: 500/500. |
| 43 | Коркотино        | деревня         | Получено слишком много сущностей из Викиданные. Количество загруженных сущностей: 500/500. |
| 44 | Коровиха         | деревня         | Получено слишком много сущностей из Викиданные. Количество загруженных сущностей: 500/500. |
| 45 | Красный Луч      | посёлок         | Получено слишком много сущностей из Викиданные. Количество загруженных сущностей: 500/500. |
| 46 | Кресты           | посёлок         | Получено слишком много сущностей из Викиданные. Количество загруженных сущностей: 500/500. |
| 47 | Кулигино         | деревня         | Получено слишком много сущностей из Викиданные. Количество загруженных сущностей: 500/500. |
| 48 | Лапшанга         | село            | Получено слишком много сущностей из Викиданные. Количество загруженных сущностей: 500/500. |
| 49 | Латышево         | деревня         | Получено слишком много сущностей из Викиданные. Количество загруженных сущностей: 500/500. |
| 50 | Леонтьево        | деревня         | Получено слишком много сущностей из Викиданные. Количество загруженных сущностей: 500/500. |
| 51 | Лопатино         | деревня         | Получено слишком много сущностей из Викиданные. Количество загруженных сущностей: 500/500. |
| 52 | Лубяны           | деревня         | Получено слишком много сущностей из Викиданные. Количество загруженных сущностей: 500/500. |
| 53 | Ляды             | деревня         | Получено слишком много сущностей из Викиданные. Количество загруженных сущностей: 500/500. |
| 54 | Ляпуново         | деревня         | Получено слишком много сущностей из Викиданные. Количество загруженных сущностей: 500/500. |
| 55 | Макарий          | село            | Получено слишком много сущностей из Викиданные. Количество загруженных сущностей: 500/500. |
| 56 | Малиновка        | деревня         | Получено слишком много сущностей из Викиданные. Количество загруженных сущностей: 500/500. |
| 57 | Меньшиково       | деревня         | Получено слишком много сущностей из Викиданные. Количество загруженных сущностей: 500/500. |
| 58 | Меркушиха        | деревня         | Получено слишком много сущностей из Викиданные. Количество загруженных сущностей: 500/500. |
| 59 | Мирный           | посёлок         | Получено слишком много сущностей из Викиданные. Количество загруженных сущностей: 500/500. |
| 60 | Михаленино       | деревня         | Получено слишком много сущностей из Викиданные. Количество загруженных сущностей: 500/500. |
| 61 | Мусиха           | деревня         | Получено слишком много сущностей из Викиданные. Количество загруженных сущностей: 500/500. |
| 62 | Непогодиха       | деревня         | Получено слишком много сущностей из Викиданные. Количество загруженных сущностей: 500/500. |
| 63 | Нижник           | посёлок         | Получено слишком много сущностей из Викиданные. Количество загруженных сущностей: 500/500. |
| 64 | Новоникольское   | село            | Получено слишком много сущностей из Викиданные. Количество загруженных сущностей: 500/500. |
| 65 | Осиновка         | деревня         | Получено слишком много сущностей из Викиданные. Количество загруженных сущностей: 500/500. |
| 66 | Палаустное       | деревня         | Получено слишком много сущностей из Викиданные. Количество загруженных сущностей: 500/500. |
| 67 | Парагузиха       | деревня         | Получено слишком много сущностей из Викиданные. Количество загруженных сущностей: 500/500. |
| 68 | Першино          | деревня         | Получено слишком много сущностей из Викиданные. Количество загруженных сущностей: 500/500. |
| 69 | Петушиха         | деревня         | Получено слишком много сущностей из Викиданные. Количество загруженных сущностей: 500/500. |
| 70 | Плющицино        | деревня         | Получено слишком много сущностей из Викиданные. Количество загруженных сущностей: 500/500. |
| 71 | Подосениха       | деревня         | Получено слишком много сущностей из Викиданные. Количество загруженных сущностей: 500/500. |
| 72 | Подушкино        | деревня         | Получено слишком много сущностей из Викиданные. Количество загруженных сущностей: 500/500. |
| 73 | Поляки           | деревня         | Получено слишком много сущностей из Викиданные. Количество загруженных сущностей: 500/500. |
| 74 | Поспелиха        | деревня         | Получено слишком много сущностей из Викиданные. Количество загруженных сущностей: 500/500. |
| 75 | Постой           | деревня         | Получено слишком много сущностей из Викиданные. Количество загруженных сущностей: 500/500. |
| 76 | Постой           | посёлок станции | Получено слишком много сущностей из Викиданные. Количество загруженных сущностей: 500/500. |
| 77 | Поташное         | посёлок         | Получено слишком много сущностей из Викиданные. Количество загруженных сущностей: 500/500. |
| 78 | Прудовка         | деревня         | Получено слишком много сущностей из Викиданные. Количество загруженных сущностей: 500/500. |
| 79 | Прудовка         | деревня         | Получено слишком много сущностей из Викиданные. Количество загруженных сущностей: 500/500. |
| 80 | Пузыри           | деревня         | Получено слишком много сущностей из Викиданные. Количество загруженных сущностей: 500/500. |
| 81 | Репниха          | деревня         | Получено слишком много сущностей из Викиданные. Количество загруженных сущностей: 500/500. |
| 82 | Русениха         | деревня         | Получено слишком много сущностей из Викиданные. Количество загруженных сущностей: 500/500. |
| 83 | Северный         | посёлок         | Получено слишком много сущностей из Викиданные. Количество загруженных сущностей: 500/500. |
| 84 | Селиваниха       | деревня         | Получено слишком много сущностей из Викиданные. Количество загруженных сущностей: 500/500. |
| 85 | Сергино          | деревня         | Получено слишком много сущностей из Викиданные. Количество загруженных сущностей: 500/500. |
| 86 | Скворцово        | деревня         | Получено слишком много сущностей из Викиданные. Количество загруженных сущностей: 500/500. |
| 87 | Тимариха         | деревня         | Получено слишком много сущностей из Викиданные. Количество загруженных сущностей: 500/500. |
| 88 | Фалино           | деревня         | Получено слишком много сущностей из Викиданные. Количество загруженных сущностей: 500/500. |
| 89 | Хмелевая         | село            | Получено слишком много сущностей из Викиданные. Количество загруженных сущностей: 500/500. |
| 90 | Черемушки        | посёлок         | Получено слишком много сущностей из Викиданные. Количество загруженных сущностей: 500/500. |
| 91 | Югары            | деревня         | Получено слишком много сущностей из Викиданные. Количество загруженных сущностей: 500/500. |

### Вачский
| №   | Населённый пункт | Тип             | Население                                                                                  |
| --- | ---------------- | --------------- | ------------------------------------------------------------------------------------------ |
| 1   | Александрово     | село            | Получено слишком много сущностей из Викиданные. Количество загруженных сущностей: 500/500. |
| 2   | Алтунино         | село            | Получено слишком много сущностей из Викиданные. Количество загруженных сущностей: 500/500. |
| 3   | Алтухово         | деревня         | Получено слишком много сущностей из Викиданные. Количество загруженных сущностей: 500/500. |
| 4   | Арефино          | село            | Получено слишком много сущностей из Викиданные. Количество загруженных сущностей: 500/500. |
| 5   | Бабкино          | деревня         | Получено слишком много сущностей из Викиданные. Количество загруженных сущностей: 500/500. |
| 6   | Базарово         | деревня         | Получено слишком много сущностей из Викиданные. Количество загруженных сущностей: 500/500. |
| 7   | Бежаново         | деревня         | Получено слишком много сущностей из Викиданные. Количество загруженных сущностей: 500/500. |
| 8   | Белавино         | село            | Получено слишком много сущностей из Викиданные. Количество загруженных сущностей: 500/500. |
| 9   | Белогузово       | деревня         | Получено слишком много сущностей из Викиданные. Количество загруженных сущностей: 500/500. |
| 10  | Беляйково        | село            | Получено слишком много сущностей из Викиданные. Количество загруженных сущностей: 500/500. |
| 11  | Берёзовка        | село            | Получено слишком много сущностей из Викиданные. Количество загруженных сущностей: 500/500. |
| 12  | Бобынино         | деревня         | Получено слишком много сущностей из Викиданные. Количество загруженных сущностей: 500/500. |
| 13  | Болотниково      | деревня         | Получено слишком много сущностей из Викиданные. Количество загруженных сущностей: 500/500. |
| 14  | Большое Загарино | село            | Получено слишком много сущностей из Викиданные. Количество загруженных сущностей: 500/500. |
| 15  | Большой Луг      | деревня         | Получено слишком много сущностей из Викиданные. Количество загруженных сущностей: 500/500. |
| 16  | Валтырево        | деревня         | Получено слишком много сущностей из Викиданные. Количество загруженных сущностей: 500/500. |
| 17  | Вастрома         | деревня         | Получено слишком много сущностей из Викиданные. Количество загруженных сущностей: 500/500. |
| 18  | Вача             | рабочий посёлок | Получено слишком много сущностей из Викиданные. Количество загруженных сущностей: 500/500. |
| 19  | Вежново          | деревня         | Получено слишком много сущностей из Викиданные. Количество загруженных сущностей: 500/500. |
| 20  | Верхополье       | деревня         | Получено слишком много сущностей из Викиданные. Количество загруженных сущностей: 500/500. |
| 21  | Вишенки          | деревня         | Получено слишком много сущностей из Викиданные. Количество загруженных сущностей: 500/500. |
| 22  | Вырыпаево        | деревня         | Получено слишком много сущностей из Викиданные. Количество загруженных сущностей: 500/500. |
| 23  | Высоково         | деревня         | Получено слишком много сущностей из Викиданные. Количество загруженных сущностей: 500/500. |
| 24  | Голявино         | деревня         | Получено слишком много сущностей из Викиданные. Количество загруженных сущностей: 500/500. |
| 25  | Голянищево       | деревня         | Получено слишком много сущностей из Викиданные. Количество загруженных сущностей: 500/500. |
| 26  | Горнево          | деревня         | Получено слишком много сущностей из Викиданные. Количество загруженных сущностей: 500/500. |
| 27  | Горы             | деревня         | Получено слишком много сущностей из Викиданные. Количество загруженных сущностей: 500/500. |
| 28  | Горышово         | деревня         | Получено слишком много сущностей из Викиданные. Количество загруженных сущностей: 500/500. |
| 29  | Давыдово         | село            | Получено слишком много сущностей из Викиданные. Количество загруженных сущностей: 500/500. |
| 30  | Дубровка         | деревня         | Получено слишком много сущностей из Викиданные. Количество загруженных сущностей: 500/500. |
| 31  | Дьяково          | село            | Получено слишком много сущностей из Викиданные. Количество загруженных сущностей: 500/500. |
| 32  | Елемейка         | деревня         | Получено слишком много сущностей из Викиданные. Количество загруженных сущностей: 500/500. |
| 33  | Еловка           | деревня         | Получено слишком много сущностей из Викиданные. Количество загруженных сущностей: 500/500. |
| 34  | Епифаново        | село            | Получено слишком много сущностей из Викиданные. Количество загруженных сущностей: 500/500. |
| 35  | Еремеево         | деревня         | Получено слишком много сущностей из Викиданные. Количество загруженных сущностей: 500/500. |
| 36  | Ефимьево         | деревня         | Получено слишком много сущностей из Викиданные. Количество загруженных сущностей: 500/500. |
| 37  | Жайск            | село            | Получено слишком много сущностей из Викиданные. Количество загруженных сущностей: 500/500. |
| 38  | Жекино           | деревня         | Получено слишком много сущностей из Викиданные. Количество загруженных сущностей: 500/500. |
| 39  | Застава          | деревня         | Получено слишком много сущностей из Викиданные. Количество загруженных сущностей: 500/500. |
| 40  | Звягино          | деревня         | Получено слишком много сущностей из Викиданные. Количество загруженных сущностей: 500/500. |
| 41  | Звягино          | деревня         | Получено слишком много сущностей из Викиданные. Количество загруженных сущностей: 500/500. |
| 42  | Зеленцово        | село            | Получено слишком много сущностей из Викиданные. Количество загруженных сущностей: 500/500. |
| 43  | Зименки          | деревня         | Получено слишком много сущностей из Викиданные. Количество загруженных сущностей: 500/500. |
| 44  | Ивашево          | деревня         | Получено слишком много сущностей из Викиданные. Количество загруженных сущностей: 500/500. |
| 45  | Искусово         | деревня         | Получено слишком много сущностей из Викиданные. Количество загруженных сущностей: 500/500. |
| 46  | Ишутино          | деревня         | Получено слишком много сущностей из Викиданные. Количество загруженных сущностей: 500/500. |
| 47  | Казаково         | село            | Получено слишком много сущностей из Викиданные. Количество загруженных сущностей: 500/500. |
| 48  | Клин             | село            | Получено слишком много сущностей из Викиданные. Количество загруженных сущностей: 500/500. |
| 49  | Кобылкино        | деревня         | Получено слишком много сущностей из Викиданные. Количество загруженных сущностей: 500/500. |
| 50  | Короваево        | деревня         | Получено слишком много сущностей из Викиданные. Количество загруженных сущностей: 500/500. |
| 51  | Кошелёво         | село            | Получено слишком много сущностей из Викиданные. Количество загруженных сущностей: 500/500. |
| 52  | Кошкино          | село            | Получено слишком много сущностей из Викиданные. Количество загруженных сущностей: 500/500. |
| 53  | Красно           | село            | Получено слишком много сущностей из Викиданные. Количество загруженных сущностей: 500/500. |
| 54  | Красново         | деревня         | Получено слишком много сущностей из Викиданные. Количество загруженных сущностей: 500/500. |
| 55  | Кулаково         | деревня         | Получено слишком много сущностей из Викиданные. Количество загруженных сущностей: 500/500. |
| 56  | Курмыш           | деревня         | Получено слишком много сущностей из Викиданные. Количество загруженных сущностей: 500/500. |
| 57  | Лесниково        | деревня         | Получено слишком много сущностей из Викиданные. Количество загруженных сущностей: 500/500. |
| 58  | Лобково          | деревня         | Получено слишком много сущностей из Викиданные. Количество загруженных сущностей: 500/500. |
| 59  | Малое Загарино   | село            | Получено слишком много сущностей из Викиданные. Количество загруженных сущностей: 500/500. |
| 60  | Мартино          | деревня         | Получено слишком много сущностей из Викиданные. Количество загруженных сущностей: 500/500. |
| 61  | Медоварцево      | деревня         | Получено слишком много сущностей из Викиданные. Количество загруженных сущностей: 500/500. |
| 62  | Мелешки          | деревня         | Получено слишком много сущностей из Викиданные. Количество загруженных сущностей: 500/500. |
| 63  | Мещеры           | деревня         | Получено слишком много сущностей из Викиданные. Количество загруженных сущностей: 500/500. |
| 64  | Митино           | село            | Получено слишком много сущностей из Викиданные. Количество загруженных сущностей: 500/500. |
| 65  | Михалево         | деревня         | Получено слишком много сущностей из Викиданные. Количество загруженных сущностей: 500/500. |
| 66  | Мочалово         | деревня         | Получено слишком много сущностей из Викиданные. Количество загруженных сущностей: 500/500. |
| 67  | Мякишево         | деревня         | Получено слишком много сущностей из Викиданные. Количество загруженных сущностей: 500/500. |
| 68  | Невадьево        | село            | Получено слишком много сущностей из Викиданные. Количество загруженных сущностей: 500/500. |
| 69  | Нершево          | село            | Получено слишком много сущностей из Викиданные. Количество загруженных сущностей: 500/500. |
| 70  | Новинки          | деревня         | Получено слишком много сущностей из Викиданные. Количество загруженных сущностей: 500/500. |
| 71  | Ново             | деревня         | Получено слишком много сущностей из Викиданные. Количество загруженных сущностей: 500/500. |
| 72  | Новосёлки        | село            | Получено слишком много сущностей из Викиданные. Количество загруженных сущностей: 500/500. |
| 73  | Новошаново       | деревня         | Получено слишком много сущностей из Викиданные. Количество загруженных сущностей: 500/500. |
| 74  | Овечкино         | деревня         | Получено слишком много сущностей из Викиданные. Количество загруженных сущностей: 500/500. |
| 75  | Озябликово       | деревня         | Получено слишком много сущностей из Викиданные. Количество загруженных сущностей: 500/500. |
| 76  | Павликово        | деревня         | Получено слишком много сущностей из Викиданные. Количество загруженных сущностей: 500/500. |
| 77  | Пальцино         | деревня         | Получено слишком много сущностей из Викиданные. Количество загруженных сущностей: 500/500. |
| 78  | Пертово          | деревня         | Получено слишком много сущностей из Викиданные. Количество загруженных сущностей: 500/500. |
| 79  | Платцово         | деревня         | Получено слишком много сущностей из Викиданные. Количество загруженных сущностей: 500/500. |
| 80  | Пожога           | деревня         | Получено слишком много сущностей из Викиданные. Количество загруженных сущностей: 500/500. |
| 81  | Ползиково        | деревня         | Получено слишком много сущностей из Викиданные. Количество загруженных сущностей: 500/500. |
| 82  | Польцо           | село            | Получено слишком много сущностей из Викиданные. Количество загруженных сущностей: 500/500. |
| 83  | Поляна           | деревня         | Получено слишком много сущностей из Викиданные. Количество загруженных сущностей: 500/500. |
| 84  | Поповка          | деревня         | Получено слишком много сущностей из Викиданные. Количество загруженных сущностей: 500/500. |
| 85  | Попышово         | деревня         | Получено слишком много сущностей из Викиданные. Количество загруженных сущностей: 500/500. |
| 86  | Рылово           | деревня         | Получено слишком много сущностей из Викиданные. Количество загруженных сущностей: 500/500. |
| 87  | Сапун            | деревня         | Получено слишком много сущностей из Викиданные. Количество загруженных сущностей: 500/500. |
| 88  | Сенюково         | деревня         | Получено слишком много сущностей из Викиданные. Количество загруженных сущностей: 500/500. |
| 89  | Сергеево         | деревня         | Получено слишком много сущностей из Викиданные. Количество загруженных сущностей: 500/500. |
| 90  | Сколково         | деревня         | Получено слишком много сущностей из Викиданные. Количество загруженных сущностей: 500/500. |
| 91  | Сколково         | деревня         | Получено слишком много сущностей из Викиданные. Количество загруженных сущностей: 500/500. |
| 92  | Соболево         | деревня         | Получено слишком много сущностей из Викиданные. Количество загруженных сущностей: 500/500. |
| 93  | Соловьёво        | деревня         | Получено слишком много сущностей из Викиданные. Количество загруженных сущностей: 500/500. |
| 94  | Спасск           | деревня         | Получено слишком много сущностей из Викиданные. Количество загруженных сущностей: 500/500. |
| 95  | Стёпаново        | деревня         | Получено слишком много сущностей из Викиданные. Количество загруженных сущностей: 500/500. |
| 96  | Сурск            | деревня         | Получено слишком много сущностей из Викиданные. Количество загруженных сущностей: 500/500. |
| 97  | Талынское        | деревня         | Получено слишком много сущностей из Викиданные. Количество загруженных сущностей: 500/500. |
| 98  | Ташлыково        | деревня         | Получено слишком много сущностей из Викиданные. Количество загруженных сущностей: 500/500. |
| 99  | Терпишка         | деревня         | Получено слишком много сущностей из Викиданные. Количество загруженных сущностей: 500/500. |
| 100 | Третье Поле      | деревня         | Получено слишком много сущностей из Викиданные. Количество загруженных сущностей: 500/500. |
| 101 | Турбенево        | деревня         | Получено слишком много сущностей из Викиданные. Количество загруженных сущностей: 500/500. |
| 102 | Урюпино          | деревня         | Получено слишком много сущностей из Викиданные. Количество загруженных сущностей: 500/500. |
| 103 | Федурино         | село            | Получено слишком много сущностей из Викиданные. Количество загруженных сущностей: 500/500. |
| 104 | Филинское        | село            | Получено слишком много сущностей из Викиданные. Количество загруженных сущностей: 500/500. |
| 105 | Фофаново         | деревня         | Получено слишком много сущностей из Викиданные. Количество загруженных сущностей: 500/500. |
| 106 | Хвощи            | деревня         | Получено слишком много сущностей из Викиданные. Количество загруженных сущностей: 500/500. |
| 107 | Чеванино         | деревня         | Получено слишком много сущностей из Викиданные. Количество загруженных сущностей: 500/500. |
| 108 | Черновское       | деревня         | Получено слишком много сущностей из Викиданные. Количество загруженных сущностей: 500/500. |
| 109 | Чулково          | село            | Получено слишком много сущностей из Викиданные. Количество загруженных сущностей: 500/500. |
| 110 | Шарапово         | деревня         | Получено слишком много сущностей из Викиданные. Количество загруженных сущностей: 500/500. |
| 111 | Шерстино         | деревня         | Получено слишком много сущностей из Викиданные. Количество загруженных сущностей: 500/500. |
| 112 | Шишикино         | деревня         | Получено слишком много сущностей из Викиданные. Количество загруженных сущностей: 500/500. |
| 113 | Шишкино          | деревня         | Получено слишком много сущностей из Викиданные. Количество загруженных сущностей: 500/500. |
| 114 | Щедрино          | деревня         | Получено слишком много сущностей из Викиданные. Количество загруженных сущностей: 500/500. |
| 115 | Юсупово          | деревня         | Получено слишком много сущностей из Викиданные. Количество загруженных сущностей: 500/500. |
| 116 | Яковлево         | деревня         | Получено слишком много сущностей из Викиданные. Количество загруженных сущностей: 500/500. |
| 117 | Яковцево         | село            | Получено слишком много сущностей из Викиданные. Количество загруженных сущностей: 500/500. |
| 118 | Янино            | деревня         | Получено слишком много сущностей из Викиданные. Количество загруженных сущностей: 500/500. |

### Ветлужский
| №   | Населённый пункт     | Тип             | Население                                                                                  |
| --- | -------------------- | --------------- | ------------------------------------------------------------------------------------------ |
| 1   | Александрово         | деревня         | 0                                                                                          |
| 2   | Алёшиха              | деревня         | Получено слишком много сущностей из Викиданные. Количество загруженных сущностей: 500/500. |
| 3   | Аманово              | деревня         | Получено слишком много сущностей из Викиданные. Количество загруженных сущностей: 500/500. |
| 4   | Андрейково           | деревня         | Получено слишком много сущностей из Викиданные. Количество загруженных сущностей: 500/500. |
| 5   | Антониха             | деревня         | Получено слишком много сущностей из Викиданные. Количество загруженных сущностей: 500/500. |
| 6   | Афимино              | деревня         | Получено слишком много сущностей из Викиданные. Количество загруженных сущностей: 500/500. |
| 7   | Афониха              | деревня         | Получено слишком много сущностей из Викиданные. Количество загруженных сущностей: 500/500. |
| 8   | Бажениха             | деревня         | Получено слишком много сущностей из Викиданные. Количество загруженных сущностей: 500/500. |
| 9   | Баковское            | деревня         | Получено слишком много сущностей из Викиданные. Количество загруженных сущностей: 500/500. |
| 10  | Бараниха             | деревня         | Получено слишком много сущностей из Викиданные. Количество загруженных сущностей: 500/500. |
| 11  | Белышево             | село            | Получено слишком много сущностей из Викиданные. Количество загруженных сущностей: 500/500. |
| 12  | Бердничата           | деревня         | Получено слишком много сущностей из Викиданные. Количество загруженных сущностей: 500/500. |
| 13  | Березники            | деревня         | Получено слишком много сущностей из Викиданные. Количество загруженных сущностей: 500/500. |
| 14  | Большая Микриха      | деревня         | Получено слишком много сущностей из Викиданные. Количество загруженных сущностей: 500/500. |
| 15  | Большая Мяссиха      | деревня         | Получено слишком много сущностей из Викиданные. Количество загруженных сущностей: 500/500. |
| 16  | Борок                | посёлок         | Получено слишком много сущностей из Викиданные. Количество загруженных сущностей: 500/500. |
| 17  | Бурдуково            | деревня         | Получено слишком много сущностей из Викиданные. Количество загруженных сущностей: 500/500. |
| 18  | Валово               | деревня         | Получено слишком много сущностей из Викиданные. Количество загруженных сущностей: 500/500. |
| 19  | Варакшата            | деревня         | Получено слишком много сущностей из Викиданные. Количество загруженных сущностей: 500/500. |
| 20  | Великуша             | деревня         | Получено слишком много сущностей из Викиданные. Количество загруженных сущностей: 500/500. |
| 21  | Ветлуга              | город           | Получено слишком много сущностей из Викиданные. Количество загруженных сущностей: 500/500. |
| 22  | Вознесенье           | село            | Получено слишком много сущностей из Викиданные. Количество загруженных сущностей: 500/500. |
| 23  | Волково              | деревня         | Получено слишком много сущностей из Викиданные. Количество загруженных сущностей: 500/500. |
| 24  | Волокитиха           | деревня         | Получено слишком много сущностей из Викиданные. Количество загруженных сущностей: 500/500. |
| 25  | Волынцы              | село            | Получено слишком много сущностей из Викиданные. Количество загруженных сущностей: 500/500. |
| 26  | Галкино              | деревня         | Получено слишком много сущностей из Викиданные. Количество загруженных сущностей: 500/500. |
| 27  | Георгиевское         | деревня         | Получено слишком много сущностей из Викиданные. Количество загруженных сущностей: 500/500. |
| 28  | Глушка               | деревня         | Получено слишком много сущностей из Викиданные. Количество загруженных сущностей: 500/500. |
| 29  | Глущиха              | деревня         | Получено слишком много сущностей из Викиданные. Количество загруженных сущностей: 500/500. |
| 30  | Голохвастиха         | деревня         | Получено слишком много сущностей из Викиданные. Количество загруженных сущностей: 500/500. |
| 31  | Голуби               | деревня         | Получено слишком много сущностей из Викиданные. Количество загруженных сущностей: 500/500. |
| 32  | Голубиха             | посёлок         | Получено слишком много сущностей из Викиданные. Количество загруженных сущностей: 500/500. |
| 33  | Горелая              | деревня         | Получено слишком много сущностей из Викиданные. Количество загруженных сущностей: 500/500. |
| 34  | Гудки                | деревня         | Получено слишком много сущностей из Викиданные. Количество загруженных сущностей: 500/500. |
| 35  | Долгий Мост          | деревня         | Получено слишком много сущностей из Викиданные. Количество загруженных сущностей: 500/500. |
| 36  | Ефаниха              | деревня         | Получено слишком много сущностей из Викиданные. Количество загруженных сущностей: 500/500. |
| 37  | Жарнава              | деревня         | Получено слишком много сущностей из Викиданные. Количество загруженных сущностей: 500/500. |
| 38  | Заганиха             | деревня         | Получено слишком много сущностей из Викиданные. Количество загруженных сущностей: 500/500. |
| 39  | Загатино             | деревня         | Получено слишком много сущностей из Викиданные. Количество загруженных сущностей: 500/500. |
| 40  | Звягино              | деревня         | Получено слишком много сущностей из Викиданные. Количество загруженных сущностей: 500/500. |
| 41  | Зиновиха             | деревня         | Получено слишком много сущностей из Викиданные. Количество загруженных сущностей: 500/500. |
| 42  | Золотое              | деревня         | Получено слишком много сущностей из Викиданные. Количество загруженных сущностей: 500/500. |
| 43  | Иваново              | деревня         | Получено слишком много сущностей из Викиданные. Количество загруженных сущностей: 500/500. |
| 44  | Иванчиха             | деревня         | Получено слишком много сущностей из Викиданные. Количество загруженных сущностей: 500/500. |
| 45  | Ивняжная             | деревня         | Получено слишком много сущностей из Викиданные. Количество загруженных сущностей: 500/500. |
| 46  | имени М. И. Калинина | рабочий посёлок | Получено слишком много сущностей из Викиданные. Количество загруженных сущностей: 500/500. |
| 47  | Ионово               | деревня         | Получено слишком много сущностей из Викиданные. Количество загруженных сущностей: 500/500. |
| 48  | Исаиха               | деревня         | Получено слишком много сущностей из Викиданные. Количество загруженных сущностей: 500/500. |
| 49  | Каменка              | деревня         | Получено слишком много сущностей из Викиданные. Количество загруженных сущностей: 500/500. |
| 50  | Капраниха            | деревня         | Получено слишком много сущностей из Викиданные. Количество загруженных сущностей: 500/500. |
| 51  | Каркалово            | деревня         | Получено слишком много сущностей из Викиданные. Количество загруженных сущностей: 500/500. |
| 52  | Катунино             | деревня         | Получено слишком много сущностей из Викиданные. Количество загруженных сущностей: 500/500. |
| 53  | Козлиха              | деревня         | Получено слишком много сущностей из Викиданные. Количество загруженных сущностей: 500/500. |
| 54  | Коллектив            | деревня         | Получено слишком много сущностей из Викиданные. Количество загруженных сущностей: 500/500. |
| 55  | Колосиха             | деревня         | Получено слишком много сущностей из Викиданные. Количество загруженных сущностей: 500/500. |
| 56  | Копотиха             | деревня         | Получено слишком много сущностей из Викиданные. Количество загруженных сущностей: 500/500. |
| 57  | Костливое            | деревня         | Получено слишком много сущностей из Викиданные. Количество загруженных сущностей: 500/500. |
| 58  | Кривошеиха           | деревня         | Получено слишком много сущностей из Викиданные. Количество загруженных сущностей: 500/500. |
| 59  | Круглая              | деревня         | Получено слишком много сущностей из Викиданные. Количество загруженных сущностей: 500/500. |
| 60  | Крутцы               | деревня         | Получено слишком много сущностей из Викиданные. Количество загруженных сущностей: 500/500. |
| 61  | Крутцы               | деревня         | Получено слишком много сущностей из Викиданные. Количество загруженных сущностей: 500/500. |
| 62  | Кузнечиха            | деревня         | Получено слишком много сущностей из Викиданные. Количество загруженных сущностей: 500/500. |
| 63  | Кулемиха             | деревня         | Получено слишком много сущностей из Викиданные. Количество загруженных сущностей: 500/500. |
| 64  | Куличиха             | деревня         | Получено слишком много сущностей из Викиданные. Количество загруженных сущностей: 500/500. |
| 65  | Куницыно             | деревня         | Получено слишком много сущностей из Викиданные. Количество загруженных сущностей: 500/500. |
| 66  | Курилово             | деревня         | Получено слишком много сущностей из Викиданные. Количество загруженных сущностей: 500/500. |
| 67  | Курляпшиха           | деревня         | Получено слишком много сущностей из Викиданные. Количество загруженных сущностей: 500/500. |
| 68  | Маевка               | деревня         | Получено слишком много сущностей из Викиданные. Количество загруженных сущностей: 500/500. |
| 69  | Макарьевское         | село            | Получено слишком много сущностей из Викиданные. Количество загруженных сущностей: 500/500. |
| 70  | Малая Мяссиха        | деревня         | Получено слишком много сущностей из Викиданные. Количество загруженных сущностей: 500/500. |
| 71  | Маркуша              | деревня         | Получено слишком много сущностей из Викиданные. Количество загруженных сущностей: 500/500. |
| 72  | Махони               | деревня         | Получено слишком много сущностей из Викиданные. Количество загруженных сущностей: 500/500. |
| 73  | Медведово            | деревня         | Получено слишком много сущностей из Викиданные. Количество загруженных сущностей: 500/500. |
| 74  | Медведовское         | деревня         | Получено слишком много сущностей из Викиданные. Количество загруженных сущностей: 500/500. |
| 75  | Минино               | деревня         | Получено слишком много сущностей из Викиданные. Количество загруженных сущностей: 500/500. |
| 76  | Мокруша              | деревня         | Получено слишком много сущностей из Викиданные. Количество загруженных сущностей: 500/500. |
| 77  | Морозиха             | деревня         | Получено слишком много сущностей из Викиданные. Количество загруженных сущностей: 500/500. |
| 78  | Морчиха              | деревня         | Получено слишком много сущностей из Викиданные. Количество загруженных сущностей: 500/500. |
| 79  | Мостовая             | деревня         | Получено слишком много сущностей из Викиданные. Количество загруженных сущностей: 500/500. |
| 80  | Мотово               | деревня         | Получено слишком много сущностей из Викиданные. Количество загруженных сущностей: 500/500. |
| 81  | Мошкино              | деревня         | Получено слишком много сущностей из Викиданные. Количество загруженных сущностей: 500/500. |
| 82  | Нестериха            | деревня         | Получено слишком много сущностей из Викиданные. Количество загруженных сущностей: 500/500. |
| 83  | Нижнее Кривцово      | деревня         | Получено слишком много сущностей из Викиданные. Количество загруженных сущностей: 500/500. |
| 84  | Нижняя Слудка        | деревня         | Получено слишком много сущностей из Викиданные. Количество загруженных сущностей: 500/500. |
| 85  | Новопокровское       | село            | Получено слишком много сущностей из Викиданные. Количество загруженных сущностей: 500/500. |
| 86  | Новоселиха           | деревня         | Получено слишком много сущностей из Викиданные. Количество загруженных сущностей: 500/500. |
| 87  | Новоуспенское        | село            | Получено слишком много сущностей из Викиданные. Количество загруженных сущностей: 500/500. |
| 88  | Нориха               | деревня         | Получено слишком много сущностей из Викиданные. Количество загруженных сущностей: 500/500. |
| 89  | Орлиха               | деревня         | Получено слишком много сущностей из Викиданные. Количество загруженных сущностей: 500/500. |
| 90  | Осиновка             | деревня         | Получено слишком много сущностей из Викиданные. Количество загруженных сущностей: 500/500. |
| 91  | Осотово              | деревня         | Получено слишком много сущностей из Викиданные. Количество загруженных сущностей: 500/500. |
| 92  | Панфилиха            | деревня         | Получено слишком много сущностей из Викиданные. Количество загруженных сущностей: 500/500. |
| 93  | Пахтусиха            | деревня         | Получено слишком много сущностей из Викиданные. Количество загруженных сущностей: 500/500. |
| 94  | Пегариха             | деревня         | Получено слишком много сущностей из Викиданные. Количество загруженных сущностей: 500/500. |
| 95  | Пескуша              | деревня         | Получено слишком много сущностей из Викиданные. Количество загруженных сущностей: 500/500. |
| 96  | Печуриха             | деревня         | Получено слишком много сущностей из Викиданные. Количество загруженных сущностей: 500/500. |
| 97  | Погорелка            | деревня         | Получено слишком много сущностей из Викиданные. Количество загруженных сущностей: 500/500. |
| 98  | Погорелка            | деревня         | Получено слишком много сущностей из Викиданные. Количество загруженных сущностей: 500/500. |
| 99  | Полома               | деревня         | Получено слишком много сущностей из Викиданные. Количество загруженных сущностей: 500/500. |
| 100 | Поломка              | деревня         | Получено слишком много сущностей из Викиданные. Количество загруженных сущностей: 500/500. |
| 101 | Пономарица           | деревня         | Получено слишком много сущностей из Викиданные. Количество загруженных сущностей: 500/500. |
| 102 | Потешиха             | деревня         | Получено слишком много сущностей из Викиданные. Количество загруженных сущностей: 500/500. |
| 103 | Прониха              | деревня         | Получено слишком много сущностей из Викиданные. Количество загруженных сущностей: 500/500. |
| 104 | Пудиха               | деревня         | Получено слишком много сущностей из Викиданные. Количество загруженных сущностей: 500/500. |
| 105 | Пустошь              | деревня         | Получено слишком много сущностей из Викиданные. Количество загруженных сущностей: 500/500. |
| 106 | Раздерягино          | деревня         | Получено слишком много сущностей из Викиданные. Количество загруженных сущностей: 500/500. |
| 107 | Рязанка              | посёлок         | Получено слишком много сущностей из Викиданные. Количество загруженных сущностей: 500/500. |
| 108 | Рязаново             | деревня         | Получено слишком много сущностей из Викиданные. Количество загруженных сущностей: 500/500. |
| 109 | Сежа                 | деревня         | Получено слишком много сущностей из Викиданные. Количество загруженных сущностей: 500/500. |
| 110 | Семенчиха            | деревня         | Получено слишком много сущностей из Викиданные. Количество загруженных сущностей: 500/500. |
| 111 | Сергино              | деревня         | Получено слишком много сущностей из Викиданные. Количество загруженных сущностей: 500/500. |
| 112 | Скрябино             | деревня         | Получено слишком много сущностей из Викиданные. Количество загруженных сущностей: 500/500. |
| 113 | Скулябиха            | деревня         | Получено слишком много сущностей из Викиданные. Количество загруженных сущностей: 500/500. |
| 114 | Солоница             | деревня         | Получено слишком много сущностей из Викиданные. Количество загруженных сущностей: 500/500. |
| 115 | Сосновка             | деревня         | Получено слишком много сущностей из Викиданные. Количество загруженных сущностей: 500/500. |
| 116 | Спасское             | село            | Получено слишком много сущностей из Викиданные. Количество загруженных сущностей: 500/500. |
| 117 | Стешиха              | деревня         | Получено слишком много сущностей из Викиданные. Количество загруженных сущностей: 500/500. |
| 118 | Стрелица             | село            | Получено слишком много сущностей из Викиданные. Количество загруженных сущностей: 500/500. |
| 119 | Тимофеево            | деревня         | Получено слишком много сущностей из Викиданные. Количество загруженных сущностей: 500/500. |
| 120 | Токариха             | деревня         | Получено слишком много сущностей из Викиданные. Количество загруженных сущностей: 500/500. |
| 121 | Токариха             | деревня         | Получено слишком много сущностей из Викиданные. Количество загруженных сущностей: 500/500. |
| 122 | Турань               | село            | Получено слишком много сущностей из Викиданные. Количество загруженных сущностей: 500/500. |
| 123 | Тщаница              | деревня         | Получено слишком много сущностей из Викиданные. Количество загруженных сущностей: 500/500. |
| 124 | Урюпино              | деревня         | Получено слишком много сущностей из Викиданные. Количество загруженных сущностей: 500/500. |
| 125 | Усолье               | деревня         | Получено слишком много сущностей из Викиданные. Количество загруженных сущностей: 500/500. |
| 126 | Федоровское          | деревня         | Получено слишком много сущностей из Викиданные. Количество загруженных сущностей: 500/500. |
| 127 | Хвастово             | деревня         | Получено слишком много сущностей из Викиданные. Количество загруженных сущностей: 500/500. |
| 128 | Хохониха             | деревня         | Получено слишком много сущностей из Викиданные. Количество загруженных сущностей: 500/500. |
| 129 | Ченебечиха           | деревня         | Получено слишком много сущностей из Викиданные. Количество загруженных сущностей: 500/500. |
| 130 | Чернава              | деревня         | Получено слишком много сущностей из Викиданные. Количество загруженных сущностей: 500/500. |
| 131 | Чудиха               | деревня         | Получено слишком много сущностей из Викиданные. Количество загруженных сущностей: 500/500. |
| 132 | Чухломка             | деревня         | Получено слишком много сущностей из Викиданные. Количество загруженных сущностей: 500/500. |
| 133 | Шарапиха             | деревня         | Получено слишком много сущностей из Викиданные. Количество загруженных сущностей: 500/500. |
| 134 | Шашино               | деревня         | Получено слишком много сущностей из Викиданные. Количество загруженных сущностей: 500/500. |
| 135 | Шилиха               | деревня         | Получено слишком много сущностей из Викиданные. Количество загруженных сущностей: 500/500. |
| 136 | Шишкино              | деревня         | Получено слишком много сущностей из Викиданные. Количество загруженных сущностей: 500/500. |
| 137 | Шумилово             | деревня         | Получено слишком много сущностей из Викиданные. Количество загруженных сущностей: 500/500. |
| 138 | Юриха                | деревня         | Получено слишком много сущностей из Викиданные. Количество загруженных сущностей: 500/500. |
| 139 | Якутино              | деревня         | Получено слишком много сущностей из Викиданные. Количество загруженных сущностей: 500/500. |

### Вознесенский
| №  | Населённый пункт  | Тип             | Население                                                                                  |
| -- | ----------------- | --------------- | ------------------------------------------------------------------------------------------ |
| 1  | Абашево           | деревня         | Получено слишком много сущностей из Викиданные. Количество загруженных сущностей: 500/500. |
| 2  | Аламасово         | село            | Получено слишком много сущностей из Викиданные. Количество загруженных сущностей: 500/500. |
| 3  | Антоновка         | деревня         | Получено слишком много сущностей из Викиданные. Количество загруженных сущностей: 500/500. |
| 4  | Барановка         | посёлок         | Получено слишком много сущностей из Викиданные. Количество загруженных сущностей: 500/500. |
| 5  | Бахтызино         | село            | Получено слишком много сущностей из Викиданные. Количество загруженных сущностей: 500/500. |
| 6  | Беговатово        | деревня         | Получено слишком много сущностей из Викиданные. Количество загруженных сущностей: 500/500. |
| 7  | Благодатовка      | село            | Получено слишком много сущностей из Викиданные. Количество загруженных сущностей: 500/500. |
| 8  | Богородск         | посёлок         | Получено слишком много сущностей из Викиданные. Количество загруженных сущностей: 500/500. |
| 9  | Борки             | село            | Получено слишком много сущностей из Викиданные. Количество загруженных сущностей: 500/500. |
| 10 | Букалей           | деревня         | Получено слишком много сущностей из Викиданные. Количество загруженных сущностей: 500/500. |
| 11 | Бутаково          | село            | Получено слишком много сущностей из Викиданные. Количество загруженных сущностей: 500/500. |
| 12 | Варнаево          | деревня         | Получено слишком много сущностей из Викиданные. Количество загруженных сущностей: 500/500. |
| 13 | Вещерка           | деревня         | Получено слишком много сущностей из Викиданные. Количество загруженных сущностей: 500/500. |
| 14 | Вилки             | деревня         | Получено слишком много сущностей из Викиданные. Количество загруженных сущностей: 500/500. |
| 15 | Вознесенское      | рабочий посёлок | Получено слишком много сущностей из Викиданные. Количество загруженных сущностей: 500/500. |
| 16 | Дашино            | деревня         | Получено слишком много сущностей из Викиданные. Количество загруженных сущностей: 500/500. |
| 17 | Девлетяково       | село            | Получено слишком много сущностей из Викиданные. Количество загруженных сущностей: 500/500. |
| 18 | Донок             | посёлок         | Получено слишком много сущностей из Викиданные. Количество загруженных сущностей: 500/500. |
| 19 | Заря              | посёлок         | Получено слишком много сущностей из Викиданные. Количество загруженных сущностей: 500/500. |
| 20 | Знаменка          | деревня         | Получено слишком много сущностей из Викиданные. Количество загруженных сущностей: 500/500. |
| 21 | Ивановка          | посёлок         | Получено слишком много сущностей из Викиданные. Количество загруженных сущностей: 500/500. |
| 22 | Илёв              | село            | Получено слишком много сущностей из Викиданные. Количество загруженных сущностей: 500/500. |
| 23 | Калиновка         | деревня         | Получено слишком много сущностей из Викиданные. Количество загруженных сущностей: 500/500. |
| 24 | Китаевка          | деревня         | Получено слишком много сущностей из Викиданные. Количество загруженных сущностей: 500/500. |
| 25 | Княжево           | село            | Получено слишком много сущностей из Викиданные. Количество загруженных сущностей: 500/500. |
| 26 | Козлейка          | деревня         | Получено слишком много сущностей из Викиданные. Количество загруженных сущностей: 500/500. |
| 27 | Кочгар            | посёлок         | Получено слишком много сущностей из Викиданные. Количество загруженных сущностей: 500/500. |
| 28 | Криуша            | село            | Получено слишком много сущностей из Викиданные. Количество загруженных сущностей: 500/500. |
| 29 | Крутец            | посёлок         | Получено слишком много сущностей из Викиданные. Количество загруженных сущностей: 500/500. |
| 30 | Куриха            | посёлок         | Получено слишком много сущностей из Викиданные. Количество загруженных сущностей: 500/500. |
| 31 | Лесомашинный      | посёлок         | Получено слишком много сущностей из Викиданные. Количество загруженных сущностей: 500/500. |
| 32 | Линейка           | село            | Получено слишком много сущностей из Викиданные. Количество загруженных сущностей: 500/500. |
| 33 | Луктос            | посёлок         | Получено слишком много сущностей из Викиданные. Количество загруженных сущностей: 500/500. |
| 34 | Малый Майдан      | деревня         | Получено слишком много сущностей из Викиданные. Количество загруженных сущностей: 500/500. |
| 35 | Марьино           | деревня         | Получено слишком много сущностей из Викиданные. Количество загруженных сущностей: 500/500. |
| 36 | Мельсеватовка     | деревня         | Получено слишком много сущностей из Викиданные. Количество загруженных сущностей: 500/500. |
| 37 | Мотызлей          | село            | Получено слишком много сущностей из Викиданные. Количество загруженных сущностей: 500/500. |
| 38 | Нарышкино         | село            | Получено слишком много сущностей из Викиданные. Количество загруженных сущностей: 500/500. |
| 39 | Новоселки         | село            | Получено слишком много сущностей из Викиданные. Количество загруженных сущностей: 500/500. |
| 40 | Новый Лашман      | посёлок         | Получено слишком много сущностей из Викиданные. Количество загруженных сущностей: 500/500. |
| 41 | Новый Путь        | посёлок         | Получено слишком много сущностей из Викиданные. Количество загруженных сущностей: 500/500. |
| 42 | Покровка          | деревня         | Получено слишком много сущностей из Викиданные. Количество загруженных сущностей: 500/500. |
| 43 | Полховский Майдан | село            | Получено слишком много сущностей из Викиданные. Количество загруженных сущностей: 500/500. |
| 44 | Починки           | деревня         | Получено слишком много сущностей из Викиданные. Количество загруженных сущностей: 500/500. |
| 45 | Преображенка      | посёлок         | Получено слишком много сущностей из Викиданные. Количество загруженных сущностей: 500/500. |
| 46 | Путь Ленина       | посёлок         | Получено слишком много сущностей из Викиданные. Количество загруженных сущностей: 500/500. |
| 47 | Сарма             | деревня         | Получено слишком много сущностей из Викиданные. Количество загруженных сущностей: 500/500. |
| 48 | Сарма             | посёлок         | Получено слишком много сущностей из Викиданные. Количество загруженных сущностей: 500/500. |
| 49 | Сарминский Майдан | село            | Получено слишком много сущностей из Викиданные. Количество загруженных сущностей: 500/500. |
| 50 | Свободный         | посёлок         | Получено слишком много сущностей из Викиданные. Количество загруженных сущностей: 500/500. |
| 51 | Свободный         | посёлок         | Получено слишком много сущностей из Викиданные. Количество загруженных сущностей: 500/500. |
| 52 | Степановка        | посёлок         | Получено слишком много сущностей из Викиданные. Количество загруженных сущностей: 500/500. |
| 53 | Суморьево         | село            | Получено слишком много сущностей из Викиданные. Количество загруженных сущностей: 500/500. |
| 54 | Торжок            | посёлок         | Получено слишком много сущностей из Викиданные. Количество загруженных сущностей: 500/500. |
| 55 | Три Овражка       | посёлок         | Получено слишком много сущностей из Викиданные. Количество загруженных сущностей: 500/500. |
| 56 | Тумлейка          | деревня         | Получено слишком много сущностей из Викиданные. Количество загруженных сущностей: 500/500. |
| 57 | Хохлиха           | посёлок         | Получено слишком много сущностей из Викиданные. Количество загруженных сущностей: 500/500. |
| 58 | Шаприха           | посёлок         | Получено слишком много сущностей из Викиданные. Количество загруженных сущностей: 500/500. |
| 59 | Шигаево           | деревня         | Получено слишком много сущностей из Викиданные. Количество загруженных сущностей: 500/500. |
| 60 | Яблонка           | посёлок         | Получено слишком много сущностей из Викиданные. Количество загруженных сущностей: 500/500. |

### Володарский
| №  | Населённый пункт | Тип             | Население                                                                                  |
| -- | ---------------- | --------------- | ------------------------------------------------------------------------------------------ |
| 1  | Володарск        | город           | Получено слишком много сущностей из Викиданные. Количество загруженных сущностей: 500/500. |
| 2  | Гладково         | деревня         | Получено слишком много сущностей из Викиданные. Количество загруженных сущностей: 500/500. |
| 3  | Голышево         | посёлок         | Получено слишком много сущностей из Викиданные. Количество загруженных сущностей: 500/500. |
| 4  | Дева             | деревня         | Получено слишком много сущностей из Викиданные. Количество загруженных сущностей: 500/500. |
| 5  | Дубки            | посёлок         | Получено слишком много сущностей из Викиданные. Количество загруженных сущностей: 500/500. |
| 6  | Золино           | село            | Получено слишком много сущностей из Викиданные. Количество загруженных сущностей: 500/500. |
| 7  | Ильина Гора      | деревня         | Получено слишком много сущностей из Викиданные. Количество загруженных сущностей: 500/500. |
| 8  | Ильино           | посёлок         | Получено слишком много сущностей из Викиданные. Количество загруженных сущностей: 500/500. |
| 9  | Ильиногорск      | рабочий посёлок | Получено слишком много сущностей из Викиданные. Количество загруженных сущностей: 500/500. |
| 10 | Инженерный       | посёлок         | Получено слишком много сущностей из Викиданные. Количество загруженных сущностей: 500/500. |
| 11 | Красная Горка    | посёлок         | Получено слишком много сущностей из Викиданные. Количество загруженных сущностей: 500/500. |
| 12 | Красные Ударники | посёлок         | Получено слишком много сущностей из Викиданные. Количество загруженных сущностей: 500/500. |
| 13 | Мулино           | деревня         | Получено слишком много сущностей из Викиданные. Количество загруженных сущностей: 500/500. |
| 14 | Мулино           | посёлок         | Получено слишком много сущностей из Викиданные. Количество загруженных сущностей: 500/500. |
| 15 | Мячково          | село            | Получено слишком много сущностей из Викиданные. Количество загруженных сущностей: 500/500. |
| 16 | Новосмолинский   | посёлок         | Получено слишком много сущностей из Викиданные. Количество загруженных сущностей: 500/500. |
| 17 | Объезд           | деревня         | Получено слишком много сущностей из Викиданные. Количество загруженных сущностей: 500/500. |
| 18 | Охлопково        | посёлок         | Получено слишком много сущностей из Викиданные. Количество загруженных сущностей: 500/500. |
| 19 | Решетиха         | рабочий посёлок | Получено слишком много сущностей из Викиданные. Количество загруженных сущностей: 500/500. |
| 20 | Седельниково     | деревня         | Получено слишком много сущностей из Викиданные. Количество загруженных сущностей: 500/500. |
| 21 | Смолино          | рабочий посёлок | Получено слишком много сущностей из Викиданные. Количество загруженных сущностей: 500/500. |
| 22 | Соловьёво        | деревня         | Получено слишком много сущностей из Викиданные. Количество загруженных сущностей: 500/500. |
| 23 | Старая Сейма     | посёлок         | Получено слишком много сущностей из Викиданные. Количество загруженных сущностей: 500/500. |
| 24 | Старково         | село            | Получено слишком много сущностей из Викиданные. Количество загруженных сущностей: 500/500. |
| 25 | Талашманово      | деревня         | Получено слишком много сущностей из Викиданные. Количество загруженных сущностей: 500/500. |
| 26 | Фролищи          | рабочий посёлок | Получено слишком много сущностей из Викиданные. Количество загруженных сущностей: 500/500. |
| 27 | Центральный      | рабочий посёлок | Получено слишком много сущностей из Викиданные. Количество загруженных сущностей: 500/500. |
| 28 | Чернуха          | посёлок         | Получено слишком много сущностей из Викиданные. Количество загруженных сущностей: 500/500. |
| 29 | Чичерево         | деревня         | Получено слишком много сущностей из Викиданные. Количество загруженных сущностей: 500/500. |
| 30 | Щелапино         | деревня         | Получено слишком много сущностей из Викиданные. Количество загруженных сущностей: 500/500. |
| 31 | Щелканово        | посёлок         | Получено слишком много сущностей из Викиданные. Количество загруженных сущностей: 500/500. |
| 32 | Юганец           | рабочий посёлок | Получено слишком много сущностей из Викиданные. Количество загруженных сущностей: 500/500. |

### Воротынский (городской округ Воротынский)
| №  | Населённый пункт | Тип             | Население                                                                                  |
| -- | ---------------- | --------------- | ------------------------------------------------------------------------------------------ |
| 1  | Агрофенино       | деревня         | Получено слишком много сущностей из Викиданные. Количество загруженных сущностей: 500/500. |
| 2  | Александровка    | деревня         | Получено слишком много сущностей из Викиданные. Количество загруженных сущностей: 500/500. |
| 3  | Алексеевский     | посёлок         | Получено слишком много сущностей из Викиданные. Количество загруженных сущностей: 500/500. |
| 4  | Ахпаевка         | село            | Получено слишком много сущностей из Викиданные. Количество загруженных сущностей: 500/500. |
| 5  | Белавка          | село            | Получено слишком много сущностей из Викиданные. Количество загруженных сущностей: 500/500. |
| 6  | Белогорка        | деревня         | Получено слишком много сущностей из Викиданные. Количество загруженных сущностей: 500/500. |
| 7  | Берёзов Майдан   | село            | Получено слишком много сущностей из Викиданные. Количество загруженных сущностей: 500/500. |
| 8  | Быковка          | село            | Получено слишком много сущностей из Викиданные. Количество загруженных сущностей: 500/500. |
| 9  | Варварино        | деревня         | Получено слишком много сущностей из Викиданные. Количество загруженных сущностей: 500/500. |
| 10 | Васильсурск      | рабочий посёлок | Получено слишком много сущностей из Викиданные. Количество загруженных сущностей: 500/500. |
| 11 | Воротынец        | рабочий посёлок | Получено слишком много сущностей из Викиданные. Количество загруженных сущностей: 500/500. |
| 12 | Елвашка          | село            | Получено слишком много сущностей из Викиданные. Количество загруженных сущностей: 500/500. |
| 13 | Ивановка         | село            | Получено слишком много сущностей из Викиданные. Количество загруженных сущностей: 500/500. |
| 14 | Казанский        | посёлок         | Получено слишком много сущностей из Викиданные. Количество загруженных сущностей: 500/500. |
| 15 | Калиновец        | посёлок         | Получено слишком много сущностей из Викиданные. Количество загруженных сущностей: 500/500. |
| 16 | Калитка          | деревня         | Получено слишком много сущностей из Викиданные. Количество загруженных сущностей: 500/500. |
| 17 | Каменка          | село            | Получено слишком много сущностей из Викиданные. Количество загруженных сущностей: 500/500. |
| 18 | Карповка         | деревня         | Получено слишком много сущностей из Викиданные. Количество загруженных сущностей: 500/500. |
| 19 | Кекино           | село            | Получено слишком много сущностей из Викиданные. Количество загруженных сущностей: 500/500. |
| 20 | Красная Горка    | посёлок         | Получено слишком много сущностей из Викиданные. Количество загруженных сущностей: 500/500. |
| 21 | Красные Языки    | посёлок         | Получено слишком много сущностей из Викиданные. Количество загруженных сущностей: 500/500. |
| 22 | Красный Восток   | посёлок         | Получено слишком много сущностей из Викиданные. Количество загруженных сущностей: 500/500. |
| 23 | Криуши           | село            | Получено слишком много сущностей из Викиданные. Количество загруженных сущностей: 500/500. |
| 24 | Крутцы           | деревня         | Получено слишком много сущностей из Викиданные. Количество загруженных сущностей: 500/500. |
| 25 | Кузьмияр         | посёлок         | Получено слишком много сущностей из Викиданные. Количество загруженных сущностей: 500/500. |
| 26 | Ледырь           | деревня         | Получено слишком много сущностей из Викиданные. Количество загруженных сущностей: 500/500. |
| 27 | Липовка          | деревня         | Получено слишком много сущностей из Викиданные. Количество загруженных сущностей: 500/500. |
| 28 | Лысая Гора       | посёлок         | Получено слишком много сущностей из Викиданные. Количество загруженных сущностей: 500/500. |
| 29 | Львово           | село            | Получено слишком много сущностей из Викиданные. Количество загруженных сущностей: 500/500. |
| 30 | Михайловское     | село            | Получено слишком много сущностей из Викиданные. Количество загруженных сущностей: 500/500. |
| 31 | Надеждино        | деревня         | Получено слишком много сущностей из Викиданные. Количество загруженных сущностей: 500/500. |
| 32 | Нефедиха         | посёлок         | Получено слишком много сущностей из Викиданные. Количество загруженных сущностей: 500/500. |
| 33 | Николаевка       | деревня         | Получено слишком много сущностей из Викиданные. Количество загруженных сущностей: 500/500. |
| 34 | Никольское       | деревня         | Получено слишком много сущностей из Викиданные. Количество загруженных сущностей: 500/500. |
| 35 | Новая Жизнь      | посёлок         | Получено слишком много сущностей из Викиданные. Количество загруженных сущностей: 500/500. |
| 36 | Новинки          | посёлок         | Получено слишком много сущностей из Викиданные. Количество загруженных сущностей: 500/500. |
| 37 | Огнёв-Майдан     | село            | Получено слишком много сущностей из Викиданные. Количество загруженных сущностей: 500/500. |
| 38 | Ольгино          | деревня         | Получено слишком много сущностей из Викиданные. Количество загруженных сущностей: 500/500. |
| 39 | Осинки           | село            | Получено слишком много сущностей из Викиданные. Количество загруженных сущностей: 500/500. |
| 40 | Отары            | село            | Получено слишком много сущностей из Викиданные. Количество загруженных сущностей: 500/500. |
| 41 | Петровский       | посёлок         | Получено слишком много сущностей из Викиданные. Количество загруженных сущностей: 500/500. |
| 42 | Покровка         | деревня         | Получено слишком много сущностей из Викиданные. Количество загруженных сущностей: 500/500. |
| 43 | Покров-Майдан    | село            | Получено слишком много сущностей из Викиданные. Количество загруженных сущностей: 500/500. |
| 44 | Приволжский      | посёлок         | Получено слишком много сущностей из Викиданные. Количество загруженных сущностей: 500/500. |
| 45 | Разнежье         | село            | Получено слишком много сущностей из Викиданные. Количество загруженных сущностей: 500/500. |
| 46 | Сарайки          | деревня         | Получено слишком много сущностей из Викиданные. Количество загруженных сущностей: 500/500. |
| 47 | Семьяны          | село            | Получено слишком много сущностей из Викиданные. Количество загруженных сущностей: 500/500. |
| 48 | Сомовка          | село            | Получено слишком много сущностей из Викиданные. Количество загруженных сущностей: 500/500. |
| 49 | Сосенки          | посёлок         | Получено слишком много сущностей из Викиданные. Количество загруженных сущностей: 500/500. |
| 50 | Староникольское  | деревня         | Получено слишком много сущностей из Викиданные. Количество загруженных сущностей: 500/500. |
| 51 | Тришкино         | деревня         | Получено слишком много сущностей из Викиданные. Количество загруженных сущностей: 500/500. |
| 52 | Фокино           | село            | Получено слишком много сущностей из Викиданные. Количество загруженных сущностей: 500/500. |
| 53 | Хмелёвка         | слобода         | Получено слишком много сущностей из Викиданные. Количество загруженных сущностей: 500/500. |
| 54 | Чугуны           | село            | Получено слишком много сущностей из Викиданные. Количество загруженных сущностей: 500/500. |
| 55 | Шереметьево      | посёлок         | Получено слишком много сущностей из Викиданные. Количество загруженных сущностей: 500/500. |
| 56 | Шокино           | село            | Получено слишком много сущностей из Викиданные. Количество загруженных сущностей: 500/500. |
| 57 | Южный            | посёлок         | Получено слишком много сущностей из Викиданные. Количество загруженных сущностей: 500/500. |
| 58 | Юрты             | посёлок         | Получено слишком много сущностей из Викиданные. Количество загруженных сущностей: 500/500. |

### Воскресенский
| №   | Населённый пункт | Тип             | Население                                                                                  |
| --- | ---------------- | --------------- | ------------------------------------------------------------------------------------------ |
| 1   | Автулиха         | деревня         | Получено слишком много сущностей из Викиданные. Количество загруженных сущностей: 500/500. |
| 2   | Александровка    | деревня         | Получено слишком много сущностей из Викиданные. Количество загруженных сущностей: 500/500. |
| 3   | Анненка          | деревня         | Получено слишком много сущностей из Викиданные. Количество загруженных сущностей: 500/500. |
| 4   | Аносово          | деревня         | Получено слишком много сущностей из Викиданные. Количество загруженных сущностей: 500/500. |
| 5   | Антипино         | деревня         | Получено слишком много сущностей из Викиданные. Количество загруженных сущностей: 500/500. |
| 6   | Апариха          | деревня         | Получено слишком много сущностей из Викиданные. Количество загруженных сущностей: 500/500. |
| 7   | Аршиново         | деревня         | Получено слишком много сущностей из Викиданные. Количество загруженных сущностей: 500/500. |
| 8   | Асташиха         | деревня         | Получено слишком много сущностей из Викиданные. Количество загруженных сущностей: 500/500. |
| 9   | Бараниха         | деревня         | Получено слишком много сущностей из Викиданные. Количество загруженных сущностей: 500/500. |
| 10  | Бараново         | деревня         | Получено слишком много сущностей из Викиданные. Количество загруженных сущностей: 500/500. |
| 11  | Бахарево         | деревня         | Получено слишком много сущностей из Викиданные. Количество загруженных сущностей: 500/500. |
| 12  | Бахариха         | деревня         | Получено слишком много сущностей из Викиданные. Количество загруженных сущностей: 500/500. |
| 13  | Безводное        | деревня         | Получено слишком много сущностей из Викиданные. Количество загруженных сущностей: 500/500. |
| 14  | Безводное        | деревня         | Получено слишком много сущностей из Викиданные. Количество загруженных сущностей: 500/500. |
| 15  | Белоусово        | деревня         | Получено слишком много сущностей из Викиданные. Количество загруженных сущностей: 500/500. |
| 16  | Бесходарное      | деревня         | Получено слишком много сущностей из Викиданные. Количество загруженных сущностей: 500/500. |
| 17  | Благовещенское   | село            | Получено слишком много сущностей из Викиданные. Количество загруженных сущностей: 500/500. |
| 18  | Бовырино         | деревня         | Получено слишком много сущностей из Викиданные. Количество загруженных сущностей: 500/500. |
| 19  | Богданово        | деревня         | Получено слишком много сущностей из Викиданные. Количество загруженных сущностей: 500/500. |
| 20  | Богданово        | деревня         | Получено слишком много сущностей из Викиданные. Количество загруженных сущностей: 500/500. |
| 21  | Богородское      | село            | Получено слишком много сущностей из Викиданные. Количество загруженных сущностей: 500/500. |
| 22  | Большая Юронга   | деревня         | Получено слишком много сущностей из Викиданные. Количество загруженных сущностей: 500/500. |
| 23  | Большие Ключи    | деревня         | Получено слишком много сущностей из Викиданные. Количество загруженных сущностей: 500/500. |
| 24  | Большие Отары    | деревня         | Получено слишком много сущностей из Викиданные. Количество загруженных сущностей: 500/500. |
| 25  | Большие Поляны   | деревня         | Получено слишком много сущностей из Викиданные. Количество загруженных сущностей: 500/500. |
| 26  | Большое Иевлево  | деревня         | Получено слишком много сущностей из Викиданные. Количество загруженных сущностей: 500/500. |
| 27  | Большое Поле     | село            | Получено слишком много сущностей из Викиданные. Количество загруженных сущностей: 500/500. |
| 28  | Большое Содомово | деревня         | Получено слишком много сущностей из Викиданные. Количество загруженных сущностей: 500/500. |
| 29  | Борисовка        | деревня         | Получено слишком много сущностей из Викиданные. Количество загруженных сущностей: 500/500. |
| 30  | Будилиха         | деревня         | Получено слишком много сущностей из Викиданные. Количество загруженных сущностей: 500/500. |
| 31  | Буслаево         | деревня         | Получено слишком много сущностей из Викиданные. Количество загруженных сущностей: 500/500. |
| 32  | Быдрей           | деревня         | Получено слишком много сущностей из Викиданные. Количество загруженных сущностей: 500/500. |
| 33  | Быстрец          | деревня         | Получено слишком много сущностей из Викиданные. Количество загруженных сущностей: 500/500. |
| 34  | Валявиха         | деревня         | Получено слишком много сущностей из Викиданные. Количество загруженных сущностей: 500/500. |
| 35  | Васильевское     | деревня         | Получено слишком много сущностей из Викиданные. Количество загруженных сущностей: 500/500. |
| 36  | Владимирское     | село            | Получено слишком много сущностей из Викиданные. Количество загруженных сущностей: 500/500. |
| 37  | Воздвиженское    | село            | Получено слишком много сущностей из Викиданные. Количество загруженных сущностей: 500/500. |
| 38  | Воскресенское    | рабочий посёлок | Получено слишком много сущностей из Викиданные. Количество загруженных сущностей: 500/500. |
| 39  | Галибиха         | деревня         | Получено слишком много сущностей из Викиданные. Количество загруженных сущностей: 500/500. |
| 40  | Глухово          | село            | Получено слишком много сущностей из Викиданные. Количество загруженных сущностей: 500/500. |
| 41  | Докукино         | село            | Получено слишком много сущностей из Викиданные. Количество загруженных сущностей: 500/500. |
| 42  | Драничное        | деревня         | Получено слишком много сущностей из Викиданные. Количество загруженных сущностей: 500/500. |
| 43  | Дубовик          | деревня         | Получено слишком много сущностей из Викиданные. Количество загруженных сущностей: 500/500. |
| 44  | Дубовка          | деревня         | Получено слишком много сущностей из Викиданные. Количество загруженных сущностей: 500/500. |
| 45  | Дунаевы Поляны   | деревня         | Получено слишком много сущностей из Викиданные. Количество загруженных сущностей: 500/500. |
| 46  | Евдокимово       | деревня         | Получено слишком много сущностей из Викиданные. Количество загруженных сущностей: 500/500. |
| 47  | Егорово          | деревня         | Получено слишком много сущностей из Викиданные. Количество загруженных сущностей: 500/500. |
| 48  | Елдеж            | деревня         | Получено слишком много сущностей из Викиданные. Количество загруженных сущностей: 500/500. |
| 49  | Елизаветино      | деревня         | Получено слишком много сущностей из Викиданные. Количество загруженных сущностей: 500/500. |
| 50  | Ёлкино           | деревня         | Получено слишком много сущностей из Викиданные. Количество загруженных сущностей: 500/500. |
| 51  | Ерзово           | деревня         | Получено слишком много сущностей из Викиданные. Количество загруженных сущностей: 500/500. |
| 52  | Заболотное       | деревня         | Получено слишком много сущностей из Викиданные. Количество загруженных сущностей: 500/500. |
| 53  | Завод            | деревня         | Получено слишком много сущностей из Викиданные. Количество загруженных сущностей: 500/500. |
| 54  | Задворка         | деревня         | Получено слишком много сущностей из Викиданные. Количество загруженных сущностей: 500/500. |
| 55  | Заозерье         | деревня         | Получено слишком много сущностей из Викиданные. Количество загруженных сущностей: 500/500. |
| 56  | Звягино          | деревня         | Получено слишком много сущностей из Викиданные. Количество загруженных сущностей: 500/500. |
| 57  | Зимарка          | деревня         | Получено слишком много сущностей из Викиданные. Количество загруженных сущностей: 500/500. |
| 58  | Знаменское       | село            | Получено слишком много сущностей из Викиданные. Количество загруженных сущностей: 500/500. |
| 59  | Игнатьево        | деревня         | Получено слишком много сущностей из Викиданные. Количество загруженных сущностей: 500/500. |
| 60  | Ижма             | посёлок         | Получено слишком много сущностей из Викиданные. Количество загруженных сущностей: 500/500. |
| 61  | Изъянка          | деревня         | Получено слишком много сущностей из Викиданные. Количество загруженных сущностей: 500/500. |
| 62  | имени Михеева    | посёлок         | Получено слишком много сущностей из Викиданные. Количество загруженных сущностей: 500/500. |
| 63  | Калиниха         | деревня         | Получено слишком много сущностей из Викиданные. Количество загруженных сущностей: 500/500. |
| 64  | Калиниха         | посёлок         | Получено слишком много сущностей из Викиданные. Количество загруженных сущностей: 500/500. |
| 65  | Каменка          | деревня         | Получено слишком много сущностей из Викиданные. Количество загруженных сущностей: 500/500. |
| 66  | Капустиха        | деревня         | Получено слишком много сущностей из Викиданные. Количество загруженных сущностей: 500/500. |
| 67  | Карасиха         | деревня         | Получено слишком много сущностей из Викиданные. Количество загруженных сущностей: 500/500. |
| 68  | Кладовка         | деревня         | Получено слишком много сущностей из Викиданные. Количество загруженных сущностей: 500/500. |
| 69  | Клюкино          | деревня         | Получено слишком много сущностей из Викиданные. Количество загруженных сущностей: 500/500. |
| 70  | Копанки          | деревня         | Получено слишком много сущностей из Викиданные. Количество загруженных сущностей: 500/500. |
| 71  | Копылково        | деревня         | Получено слишком много сущностей из Викиданные. Количество загруженных сущностей: 500/500. |
| 72  | Коробиха         | деревня         | Получено слишком много сущностей из Викиданные. Количество загруженных сущностей: 500/500. |
| 73  | Косогорово       | деревня         | Получено слишком много сущностей из Викиданные. Количество загруженных сущностей: 500/500. |
| 74  | Красная Звезда   | посёлок         | Получено слишком много сущностей из Викиданные. Количество загруженных сущностей: 500/500. |
| 75  | Красная Новь     | деревня         | Получено слишком много сущностей из Викиданные. Количество загруженных сущностей: 500/500. |
| 76  | Красное          | деревня         | Получено слишком много сущностей из Викиданные. Количество загруженных сущностей: 500/500. |
| 77  | Краснояр         | деревня         | Получено слишком много сущностей из Викиданные. Количество загруженных сущностей: 500/500. |
| 78  | Красные Поляны   | деревня         | Получено слишком много сущностей из Викиданные. Количество загруженных сущностей: 500/500. |
| 79  | Красный Яр       | посёлок         | Получено слишком много сущностей из Викиданные. Количество загруженных сущностей: 500/500. |
| 80  | Кузнец           | деревня         | Получено слишком много сущностей из Викиданные. Количество загруженных сущностей: 500/500. |
| 81  | Кузнецово        | деревня         | Получено слишком много сущностей из Викиданные. Количество загруженных сущностей: 500/500. |
| 82  | Курдома          | деревня         | Получено слишком много сущностей из Викиданные. Количество загруженных сущностей: 500/500. |
| 83  | Кучиново         | деревня         | Получено слишком много сущностей из Викиданные. Количество загруженных сущностей: 500/500. |
| 84  | Ладыгино         | деревня         | Получено слишком много сущностей из Викиданные. Количество загруженных сущностей: 500/500. |
| 85  | Лалакино         | деревня         | Получено слишком много сущностей из Викиданные. Количество загруженных сущностей: 500/500. |
| 86  | Левиха           | деревня         | Получено слишком много сущностей из Викиданные. Количество загруженных сущностей: 500/500. |
| 87  | Липовка          | деревня         | Получено слишком много сущностей из Викиданные. Количество загруженных сущностей: 500/500. |
| 88  | Лобачи           | деревня         | Получено слишком много сущностей из Викиданные. Количество загруженных сущностей: 500/500. |
| 89  | Лучиновка        | деревня         | Получено слишком много сущностей из Викиданные. Количество загруженных сущностей: 500/500. |
| 90  | Люнда            | деревня         | Получено слишком много сущностей из Викиданные. Количество загруженных сущностей: 500/500. |
| 91  | Малая Юронга     | деревня         | Получено слишком много сущностей из Викиданные. Количество загруженных сущностей: 500/500. |
| 92  | Малое Иевлево    | деревня         | Получено слишком много сущностей из Викиданные. Количество загруженных сущностей: 500/500. |
| 93  | Малое Содомово   | деревня         | Получено слишком много сущностей из Викиданные. Количество загруженных сущностей: 500/500. |
| 94  | Малые Отары      | деревня         | Получено слишком много сущностей из Викиданные. Количество загруженных сущностей: 500/500. |
| 95  | Марково          | деревня         | Получено слишком много сущностей из Викиданные. Количество загруженных сущностей: 500/500. |
| 96  | Мартьяново       | деревня         | Получено слишком много сущностей из Викиданные. Количество загруженных сущностей: 500/500. |
| 97  | Марфино          | деревня         | Получено слишком много сущностей из Викиданные. Количество загруженных сущностей: 500/500. |
| 98  | Марьино          | деревня         | Получено слишком много сущностей из Викиданные. Количество загруженных сущностей: 500/500. |
| 99  | Мирный           | посёлок         | Получено слишком много сущностей из Викиданные. Количество загруженных сущностей: 500/500. |
| 100 | Нагорное         | деревня         | Получено слишком много сущностей из Викиданные. Количество загруженных сущностей: 500/500. |
| 101 | Нахратово        | деревня         | Получено слишком много сущностей из Викиданные. Количество загруженных сущностей: 500/500. |
| 102 | Нестерино        | деревня         | Получено слишком много сущностей из Викиданные. Количество загруженных сущностей: 500/500. |
| 103 | Нестиары         | село            | Получено слишком много сущностей из Викиданные. Количество загруженных сущностей: 500/500. |
| 104 | Никаново         | деревня         | Получено слишком много сущностей из Викиданные. Количество загруженных сущностей: 500/500. |
| 105 | Озерское         | деревня         | Получено слишком много сущностей из Викиданные. Количество загруженных сущностей: 500/500. |
| 106 | Орехи            | деревня         | Получено слишком много сущностей из Викиданные. Количество загруженных сущностей: 500/500. |
| 107 | Осиновка         | деревня         | Получено слишком много сущностей из Викиданные. Количество загруженных сущностей: 500/500. |
| 108 | Осиновка         | деревня         | Получено слишком много сущностей из Викиданные. Количество загруженных сущностей: 500/500. |
| 109 | Ошараш           | деревня         | Получено слишком много сущностей из Викиданные. Количество загруженных сущностей: 500/500. |
| 110 | Песочное         | деревня         | Получено слишком много сущностей из Викиданные. Количество загруженных сущностей: 500/500. |
| 111 | Петрово          | деревня         | Получено слишком много сущностей из Викиданные. Количество загруженных сущностей: 500/500. |
| 112 | Пигалёво         | деревня         | Получено слишком много сущностей из Викиданные. Количество загруженных сущностей: 500/500. |
| 113 | Пичужиха         | деревня         | Получено слишком много сущностей из Викиданные. Количество загруженных сущностей: 500/500. |
| 114 | Площаниха        | деревня         | Получено слишком много сущностей из Викиданные. Количество загруженных сущностей: 500/500. |
| 115 | Погатиха         | село            | Получено слишком много сущностей из Викиданные. Количество загруженных сущностей: 500/500. |
| 116 | Подлесная        | деревня         | Получено слишком много сущностей из Викиданные. Количество загруженных сущностей: 500/500. |
| 117 | Поломерское      | деревня         | Получено слишком много сущностей из Викиданные. Количество загруженных сущностей: 500/500. |
| 118 | Поляны           | посёлок         | Получено слишком много сущностей из Викиданные. Количество загруженных сущностей: 500/500. |
| 119 | Попиха           | деревня         | Получено слишком много сущностей из Викиданные. Количество загруженных сущностей: 500/500. |
| 120 | Попово           | деревня         | Получено слишком много сущностей из Викиданные. Количество загруженных сущностей: 500/500. |
| 121 | Поползуха        | деревня         | Получено слишком много сущностей из Викиданные. Количество загруженных сущностей: 500/500. |
| 122 | Прудовка         | деревня         | Получено слишком много сущностей из Викиданные. Количество загруженных сущностей: 500/500. |
| 123 | Прудовские       | деревня         | Получено слишком много сущностей из Викиданные. Количество загруженных сущностей: 500/500. |
| 124 | Пузеево          | деревня         | Получено слишком много сущностей из Викиданные. Количество загруженных сущностей: 500/500. |
| 125 | Пузеево          | деревня         | Получено слишком много сущностей из Викиданные. Количество загруженных сущностей: 500/500. |
| 126 | Раскаты          | деревня         | Получено слишком много сущностей из Викиданные. Количество загруженных сущностей: 500/500. |
| 127 | Рассадино        | деревня         | Получено слишком много сущностей из Викиданные. Количество загруженных сущностей: 500/500. |
| 128 | Родионово        | деревня         | Получено слишком много сущностей из Викиданные. Количество загруженных сущностей: 500/500. |
| 129 | Русениха         | деревня         | Получено слишком много сущностей из Викиданные. Количество загруженных сущностей: 500/500. |
| 130 | Руя              | посёлок         | Получено слишком много сущностей из Викиданные. Количество загруженных сущностей: 500/500. |
| 131 | Северный         | посёлок         | Получено слишком много сущностей из Викиданные. Количество загруженных сущностей: 500/500. |
| 132 | Семеново         | деревня         | Получено слишком много сущностей из Викиданные. Количество загруженных сущностей: 500/500. |
| 133 | Соловьиха        | деревня         | Получено слишком много сущностей из Викиданные. Количество загруженных сущностей: 500/500. |
| 134 | Сосновка         | деревня         | Получено слишком много сущностей из Викиданные. Количество загруженных сущностей: 500/500. |
| 135 | Староустье       | село            | Получено слишком много сущностей из Викиданные. Количество загруженных сущностей: 500/500. |
| 136 | Стрелиха         | деревня         | Получено слишком много сущностей из Викиданные. Количество загруженных сущностей: 500/500. |
| 137 | Сухоборка        | деревня         | Получено слишком много сущностей из Викиданные. Количество загруженных сущностей: 500/500. |
| 138 | Сухоречье        | деревня         | Получено слишком много сущностей из Викиданные. Количество загруженных сущностей: 500/500. |
| 139 | Сысуево          | деревня         | Получено слишком много сущностей из Викиданные. Количество загруженных сущностей: 500/500. |
| 140 | Тиханки          | деревня         | Получено слишком много сущностей из Викиданные. Количество загруженных сущностей: 500/500. |
| 141 | Томилиха         | деревня         | Получено слишком много сущностей из Викиданные. Количество загруженных сущностей: 500/500. |
| 142 | Топан            | деревня         | Получено слишком много сущностей из Викиданные. Количество загруженных сущностей: 500/500. |
| 143 | Трифакино        | деревня         | Получено слишком много сущностей из Викиданные. Количество загруженных сущностей: 500/500. |
| 144 | Троицкое         | село            | Получено слишком много сущностей из Викиданные. Количество загруженных сущностей: 500/500. |
| 145 | Урубково         | деревня         | Получено слишком много сущностей из Викиданные. Количество загруженных сущностей: 500/500. |
| 146 | Усиха            | деревня         | Получено слишком много сущностей из Викиданные. Количество загруженных сущностей: 500/500. |
| 147 | Успенское        | село            | Получено слишком много сущностей из Викиданные. Количество загруженных сущностей: 500/500. |
| 148 | Чанниково        | деревня         | Получено слишком много сущностей из Викиданные. Количество загруженных сущностей: 500/500. |
| 149 | Черново          | деревня         | Получено слишком много сущностей из Викиданные. Количество загруженных сущностей: 500/500. |
| 150 | Чернышиха        | деревня         | Получено слишком много сущностей из Викиданные. Количество загруженных сущностей: 500/500. |
| 151 | Чистое Болото    | деревня         | Получено слишком много сущностей из Викиданные. Количество загруженных сущностей: 500/500. |
| 152 | Чихтино          | деревня         | Получено слишком много сущностей из Викиданные. Количество загруженных сущностей: 500/500. |
| 153 | Чухломка         | деревня         | Получено слишком много сущностей из Викиданные. Количество загруженных сущностей: 500/500. |
| 154 | Шадрино          | деревня         | Получено слишком много сущностей из Викиданные. Количество загруженных сущностей: 500/500. |
| 155 | Шалово           | деревня         | Получено слишком много сущностей из Викиданные. Количество загруженных сущностей: 500/500. |
| 156 | Шамино           | деревня         | Получено слишком много сущностей из Викиданные. Количество загруженных сущностей: 500/500. |
| 157 | Шевелино         | деревня         | Получено слишком много сущностей из Викиданные. Количество загруженных сущностей: 500/500. |
| 158 | Шишенино         | деревня         | Получено слишком много сущностей из Викиданные. Количество загруженных сущностей: 500/500. |
| 159 | Шишкино          | деревня         | Получено слишком много сущностей из Викиданные. Количество загруженных сущностей: 500/500. |
| 160 | Шурговаш         | село            | Получено слишком много сущностей из Викиданные. Количество загруженных сущностей: 500/500. |
| 161 | Щербаково        | деревня         | Получено слишком много сущностей из Викиданные. Количество загруженных сущностей: 500/500. |
| 162 | Щербачиха        | деревня         | Получено слишком много сущностей из Викиданные. Количество загруженных сущностей: 500/500. |
| 163 | Якшиха           | деревня         | Получено слишком много сущностей из Викиданные. Количество загруженных сущностей: 500/500. |

### Гагинский
| №  | Населённый пункт   | Тип     | Население                                                                                  |
| -- | ------------------ | ------- | ------------------------------------------------------------------------------------------ |
| 1  | Андреевка          | посёлок | Получено слишком много сущностей из Викиданные. Количество загруженных сущностей: 500/500. |
| 2  | Андросово          | село    | Получено слишком много сущностей из Викиданные. Количество загруженных сущностей: 500/500. |
| 3  | Баженово           | село    | Получено слишком много сущностей из Викиданные. Количество загруженных сущностей: 500/500. |
| 4  | Баронский          | посёлок | Получено слишком много сущностей из Викиданные. Количество загруженных сущностей: 500/500. |
| 5  | Барские Поляны     | село    | Получено слишком много сущностей из Викиданные. Количество загруженных сущностей: 500/500. |
| 6  | Березники          | село    | Получено слишком много сущностей из Викиданные. Количество загруженных сущностей: 500/500. |
| 7  | Большая Арать      | село    | Получено слишком много сущностей из Викиданные. Количество загруженных сущностей: 500/500. |
| 8  | Большая Уда        | село    | Получено слишком много сущностей из Викиданные. Количество загруженных сущностей: 500/500. |
| 9  | Ветошкино          | село    | Получено слишком много сущностей из Викиданные. Количество загруженных сущностей: 500/500. |
| 10 | Воронцово          | село    | Получено слишком много сущностей из Викиданные. Количество загруженных сущностей: 500/500. |
| 11 | Гагино             | село    | Получено слишком много сущностей из Викиданные. Количество загруженных сущностей: 500/500. |
| 12 | Глушенки           | село    | Получено слишком много сущностей из Викиданные. Количество загруженных сущностей: 500/500. |
| 13 | Грязный            | посёлок | Получено слишком много сущностей из Викиданные. Количество загруженных сущностей: 500/500. |
| 14 | Гуленки            | село    | Получено слишком много сущностей из Викиданные. Количество загруженных сущностей: 500/500. |
| 15 | Дарьино            | деревня | Получено слишком много сущностей из Викиданные. Количество загруженных сущностей: 500/500. |
| 16 | Зверево            | село    | Получено слишком много сущностей из Викиданные. Количество загруженных сущностей: 500/500. |
| 17 | Зелёная            | деревня | Получено слишком много сущностей из Викиданные. Количество загруженных сущностей: 500/500. |
| 18 | Ивково             | село    | Получено слишком много сущностей из Викиданные. Количество загруженных сущностей: 500/500. |
| 19 | Исупово            | село    | Получено слишком много сущностей из Викиданные. Количество загруженных сущностей: 500/500. |
| 20 | Итманово           | село    | Получено слишком много сущностей из Викиданные. Количество загруженных сущностей: 500/500. |
| 21 | Какино             | село    | Получено слишком много сущностей из Викиданные. Количество загруженных сущностей: 500/500. |
| 22 | Калинино           | село    | Получено слишком много сущностей из Викиданные. Количество загруженных сущностей: 500/500. |
| 23 | Карауловка         | село    | Получено слишком много сущностей из Викиданные. Количество загруженных сущностей: 500/500. |
| 24 | Курбатово          | село    | Получено слишком много сущностей из Викиданные. Количество загруженных сущностей: 500/500. |
| 25 | Ломакино           | село    | Получено слишком много сущностей из Викиданные. Количество загруженных сущностей: 500/500. |
| 26 | Луш-Помры          | село    | Получено слишком много сущностей из Викиданные. Количество загруженных сущностей: 500/500. |
| 27 | Ляпня              | село    | Получено слишком много сущностей из Викиданные. Количество загруженных сущностей: 500/500. |
| 28 | Малахово           | деревня | Получено слишком много сущностей из Викиданные. Количество загруженных сущностей: 500/500. |
| 29 | Малиновка          | посёлок | Получено слишком много сущностей из Викиданные. Количество загруженных сущностей: 500/500. |
| 30 | Мишуково           | село    | Получено слишком много сущностей из Викиданные. Количество загруженных сущностей: 500/500. |
| 31 | Моисеевка          | село    | Получено слишком много сущностей из Викиданные. Количество загруженных сущностей: 500/500. |
| 32 | Муратовка          | село    | Получено слишком много сущностей из Викиданные. Количество загруженных сущностей: 500/500. |
| 33 | Никольское         | село    | Получено слишком много сущностей из Викиданные. Количество загруженных сущностей: 500/500. |
| 34 | Новая Николаевка   | посёлок | Получено слишком много сущностей из Викиданные. Количество загруженных сущностей: 500/500. |
| 35 | Новоблаговещенское | село    | Получено слишком много сущностей из Викиданные. Количество загруженных сущностей: 500/500. |
| 36 | Новодевичьи Горы   | деревня | Получено слишком много сущностей из Викиданные. Количество загруженных сущностей: 500/500. |
| 37 | Новое Молчаново    | село    | Получено слишком много сущностей из Викиданные. Количество загруженных сущностей: 500/500. |
| 38 | Ново-Еделево       | село    | Получено слишком много сущностей из Викиданные. Количество загруженных сущностей: 500/500. |
| 39 | Новый Венец        | посёлок | Получено слишком много сущностей из Викиданные. Количество загруженных сущностей: 500/500. |
| 40 | Осиновка           | село    | Получено слишком много сущностей из Викиданные. Количество загруженных сущностей: 500/500. |
| 41 | Паново-Леонтьево   | село    | Получено слишком много сущностей из Викиданные. Количество загруженных сущностей: 500/500. |
| 42 | Паново-Осаново     | село    | Получено слишком много сущностей из Викиданные. Количество загруженных сущностей: 500/500. |
| 43 | Пекшать            | деревня | Получено слишком много сущностей из Викиданные. Количество загруженных сущностей: 500/500. |
| 44 | Первомайский       | посёлок | Получено слишком много сущностей из Викиданные. Количество загруженных сущностей: 500/500. |
| 45 | Покров             | село    | Получено слишком много сущностей из Викиданные. Количество загруженных сущностей: 500/500. |
| 46 | Протасово          | деревня | Получено слишком много сущностей из Викиданные. Количество загруженных сущностей: 500/500. |
| 47 | Раздолье           | посёлок | Получено слишком много сущностей из Викиданные. Количество загруженных сущностей: 500/500. |
| 48 | Ройка              | деревня | Получено слишком много сущностей из Викиданные. Количество загруженных сущностей: 500/500. |
| 49 | Смирново           | село    | Получено слишком много сущностей из Викиданные. Количество загруженных сущностей: 500/500. |
| 50 | Соболево           | село    | Получено слишком много сущностей из Викиданные. Количество загруженных сущностей: 500/500. |
| 51 | Стрелка            | посёлок | Получено слишком много сущностей из Викиданные. Количество загруженных сущностей: 500/500. |
| 52 | Субботино          | село    | Получено слишком много сущностей из Викиданные. Количество загруженных сущностей: 500/500. |
| 53 | Сумароково         | село    | Получено слишком много сущностей из Викиданные. Количество загруженных сущностей: 500/500. |
| 54 | Сунгулово          | деревня | Получено слишком много сущностей из Викиданные. Количество загруженных сущностей: 500/500. |
| 55 | Сурки              | деревня | Получено слишком много сущностей из Викиданные. Количество загруженных сущностей: 500/500. |
| 56 | Сурочки            | село    | Получено слишком много сущностей из Викиданные. Количество загруженных сущностей: 500/500. |
| 57 | Сыченки            | село    | Получено слишком много сущностей из Викиданные. Количество загруженных сущностей: 500/500. |
| 58 | Тарханово          | село    | Получено слишком много сущностей из Викиданные. Количество загруженных сущностей: 500/500. |
| 59 | Тяпино             | деревня | Получено слишком много сущностей из Викиданные. Количество загруженных сущностей: 500/500. |
| 60 | Успенский          | посёлок | Получено слишком много сущностей из Викиданные. Количество загруженных сущностей: 500/500. |
| 61 | Утка               | село    | Получено слишком много сущностей из Викиданные. Количество загруженных сущностей: 500/500. |
| 62 | Ушаково            | село    | Получено слишком много сущностей из Викиданные. Количество загруженных сущностей: 500/500. |
| 63 | Ханинеевка         | деревня | Получено слишком много сущностей из Викиданные. Количество загруженных сущностей: 500/500. |
| 64 | Черничиха          | посёлок | Получено слишком много сущностей из Викиданные. Количество загруженных сущностей: 500/500. |
| 65 | Шерстино           | деревня | Получено слишком много сущностей из Викиданные. Количество загруженных сущностей: 500/500. |
| 66 | Шумово             | деревня | Получено слишком много сущностей из Викиданные. Количество загруженных сущностей: 500/500. |
| 67 | Юрьево             | село    | Получено слишком много сущностей из Викиданные. Количество загруженных сущностей: 500/500. |

### Городецкий
| №   | Населённый пункт     | Тип             | Население                                                                                  |
| --- | -------------------- | --------------- | ------------------------------------------------------------------------------------------ |
| 1   | Абрамиха             | деревня         | Получено слишком много сущностей из Викиданные. Количество загруженных сущностей: 500/500. |
| 2   | Абросиха             | деревня         | Получено слишком много сущностей из Викиданные. Количество загруженных сущностей: 500/500. |
| 3   | Авдеево              | деревня         | Получено слишком много сущностей из Викиданные. Количество загруженных сущностей: 500/500. |
| 4   | Аксёново             | деревня         | Получено слишком много сущностей из Викиданные. Количество загруженных сущностей: 500/500. |
| 5   | Аксентис             | посёлок         | Получено слишком много сущностей из Викиданные. Количество загруженных сущностей: 500/500. |
| 6   | Александровка        | деревня         | Получено слишком много сущностей из Викиданные. Количество загруженных сущностей: 500/500. |
| 7   | Алферово             | деревня         | Получено слишком много сущностей из Викиданные. Количество загруженных сущностей: 500/500. |
| 8   | Андроново            | деревня         | Получено слишком много сущностей из Викиданные. Количество загруженных сущностей: 500/500. |
| 9   | Арёфино              | деревня         | Получено слишком много сущностей из Викиданные. Количество загруженных сущностей: 500/500. |
| 10  | Аржаново             | деревня         | Получено слишком много сущностей из Викиданные. Количество загруженных сущностей: 500/500. |
| 11  | Артемьево            | деревня         | Получено слишком много сущностей из Викиданные. Количество загруженных сущностей: 500/500. |
| 12  | Артемьево            | посёлок         | Получено слишком много сущностей из Викиданные. Количество загруженных сущностей: 500/500. |
| 13  | Артюшино             | деревня         | Получено слишком много сущностей из Викиданные. Количество загруженных сущностей: 500/500. |
| 14  | Архипиха             | деревня         | Получено слишком много сущностей из Викиданные. Количество загруженных сущностей: 500/500. |
| 15  | Ахлебаиха            | деревня         | Получено слишком много сущностей из Викиданные. Количество загруженных сущностей: 500/500. |
| 16  | Бабино               | деревня         | Получено слишком много сущностей из Викиданные. Количество загруженных сущностей: 500/500. |
| 17  | Бабчино              | деревня         | Получено слишком много сущностей из Викиданные. Количество загруженных сущностей: 500/500. |
| 18  | Бакунино             | деревня         | Получено слишком много сущностей из Викиданные. Количество загруженных сущностей: 500/500. |
| 19  | Барышево             | деревня         | Получено слишком много сущностей из Викиданные. Количество загруженных сущностей: 500/500. |
| 20  | Бастраново           | деревня         | Получено слишком много сущностей из Викиданные. Количество загруженных сущностей: 500/500. |
| 21  | Басурманиха          | деревня         | Получено слишком много сущностей из Викиданные. Количество загруженных сущностей: 500/500. |
| 22  | Безводное            | деревня         | Получено слишком много сущностей из Викиданные. Количество загруженных сущностей: 500/500. |
| 23  | Безводное            | деревня         | Получено слишком много сущностей из Викиданные. Количество загруженных сущностей: 500/500. |
| 24  | Белоглазово          | деревня         | Получено слишком много сущностей из Викиданные. Количество загруженных сущностей: 500/500. |
| 25  | Беляево              | деревня         | Получено слишком много сущностей из Викиданные. Количество загруженных сущностей: 500/500. |
| 26  | Беляево              | деревня         | Получено слишком много сущностей из Викиданные. Количество загруженных сущностей: 500/500. |
| 27  | Беляницино           | деревня         | Получено слишком много сущностей из Викиданные. Количество загруженных сущностей: 500/500. |
| 28  | Березино             | деревня         | Получено слишком много сущностей из Викиданные. Количество загруженных сущностей: 500/500. |
| 29  | Березники            | деревня         | Получено слишком много сущностей из Викиданные. Количество загруженных сущностей: 500/500. |
| 30  | Блаженцово           | деревня         | Получено слишком много сущностей из Викиданные. Количество загруженных сущностей: 500/500. |
| 31  | Бледны               | деревня         | Получено слишком много сущностей из Викиданные. Количество загруженных сущностей: 500/500. |
| 32  | Блиново              | деревня         | Получено слишком много сущностей из Викиданные. Количество загруженных сущностей: 500/500. |
| 33  | Богданово            | деревня         | Получено слишком много сущностей из Викиданные. Количество загруженных сущностей: 500/500. |
| 34  | Богомолово           | деревня         | Получено слишком много сущностей из Викиданные. Количество загруженных сущностей: 500/500. |
| 35  | Бодягино             | деревня         | Получено слишком много сущностей из Викиданные. Количество загруженных сущностей: 500/500. |
| 36  | Боковка              | деревня         | Получено слишком много сущностей из Викиданные. Количество загруженных сущностей: 500/500. |
| 37  | Боково               | деревня         | Получено слишком много сущностей из Викиданные. Количество загруженных сущностей: 500/500. |
| 38  | Большие Берёзки      | деревня         | Получено слишком много сущностей из Викиданные. Количество загруженных сущностей: 500/500. |
| 39  | Большой Суходол      | деревня         | Получено слишком много сущностей из Викиданные. Количество загруженных сущностей: 500/500. |
| 40  | Ботусино             | деревня         | Получено слишком много сущностей из Викиданные. Количество загруженных сущностей: 500/500. |
| 41  | Бриляково            | село            | Получено слишком много сущностей из Викиданные. Количество загруженных сущностей: 500/500. |
| 42  | Бротены              | деревня         | Получено слишком много сущностей из Викиданные. Количество загруженных сущностей: 500/500. |
| 43  | Бурдуково            | деревня         | Получено слишком много сущностей из Викиданные. Количество загруженных сущностей: 500/500. |
| 44  | Буревестник          | посёлок         | Получено слишком много сущностей из Викиданные. Количество загруженных сущностей: 500/500. |
| 45  | Бурково              | деревня         | Получено слишком много сущностей из Викиданные. Количество загруженных сущностей: 500/500. |
| 46  | Бурково              | деревня         | Получено слишком много сущностей из Викиданные. Количество загруженных сущностей: 500/500. |
| 47  | Бутаково             | деревня         | Получено слишком много сущностей из Викиданные. Количество загруженных сущностей: 500/500. |
| 48  | Бушнево              | деревня         | Получено слишком много сущностей из Викиданные. Количество загруженных сущностей: 500/500. |
| 49  | Варварское           | деревня         | Получено слишком много сущностей из Викиданные. Количество загруженных сущностей: 500/500. |
| 50  | Васильевское         | деревня         | Получено слишком много сущностей из Викиданные. Количество загруженных сущностей: 500/500. |
| 51  | Вашуриха             | деревня         | Получено слишком много сущностей из Викиданные. Количество загруженных сущностей: 500/500. |
| 52  | Вашурово             | деревня         | Получено слишком много сущностей из Викиданные. Количество загруженных сущностей: 500/500. |
| 53  | Ведерниково          | деревня         | Получено слишком много сущностей из Викиданные. Количество загруженных сущностей: 500/500. |
| 54  | Ветелево             | деревня         | Получено слишком много сущностей из Викиданные. Количество загруженных сущностей: 500/500. |
| 55  | Виноградово          | деревня         | Получено слишком много сущностей из Викиданные. Количество загруженных сущностей: 500/500. |
| 56  | Войлоково            | деревня         | Получено слишком много сущностей из Викиданные. Количество загруженных сущностей: 500/500. |
| 57  | Волжское лесничество | посёлок         | Получено слишком много сущностей из Викиданные. Количество загруженных сущностей: 500/500. |
| 58  | Воловое              | деревня         | Получено слишком много сущностей из Викиданные. Количество загруженных сущностей: 500/500. |
| 59  | Вологино             | деревня         | Получено слишком много сущностей из Викиданные. Количество загруженных сущностей: 500/500. |
| 60  | Володино             | деревня         | Получено слишком много сущностей из Викиданные. Количество загруженных сущностей: 500/500. |
| 61  | Воробьёво            | деревня         | Получено слишком много сущностей из Викиданные. Количество загруженных сущностей: 500/500. |
| 62  | Воронино             | село            | Получено слишком много сущностей из Викиданные. Количество загруженных сущностей: 500/500. |
| 63  | Воронино             | деревня         | Получено слишком много сущностей из Викиданные. Количество загруженных сущностей: 500/500. |
| 64  | Вороново             | деревня         | Получено слишком много сущностей из Викиданные. Количество загруженных сущностей: 500/500. |
| 65  | Воротилово           | деревня         | Получено слишком много сущностей из Викиданные. Количество загруженных сущностей: 500/500. |
| 66  | Восчестниково        | деревня         | Получено слишком много сущностей из Викиданные. Количество загруженных сущностей: 500/500. |
| 67  | Выскорное            | деревня         | Получено слишком много сущностей из Викиданные. Количество загруженных сущностей: 500/500. |
| 68  | Высокая Рамень       | деревня         | Получено слишком много сущностей из Викиданные. Количество загруженных сущностей: 500/500. |
| 69  | Высоково             | деревня         | Получено слишком много сущностей из Викиданные. Количество загруженных сущностей: 500/500. |
| 70  | Высоково             | деревня         | Получено слишком много сущностей из Викиданные. Количество загруженных сущностей: 500/500. |
| 71  | Вязовое              | деревня         | Получено слишком много сущностей из Викиданные. Количество загруженных сущностей: 500/500. |
| 72  | Вяловская            | деревня         | Получено слишком много сущностей из Викиданные. Количество загруженных сущностей: 500/500. |
| 73  | Гаврилки             | деревня         | Получено слишком много сущностей из Викиданные. Количество загруженных сущностей: 500/500. |
| 74  | Галанино             | деревня         | Получено слишком много сущностей из Викиданные. Количество загруженных сущностей: 500/500. |
| 75  | Глуховка             | деревня         | Получено слишком много сущностей из Викиданные. Количество загруженных сущностей: 500/500. |
| 76  | Головино             | деревня         | Получено слишком много сущностей из Викиданные. Количество загруженных сущностей: 500/500. |
| 77  | Горбуново            | деревня         | Получено слишком много сущностей из Викиданные. Количество загруженных сущностей: 500/500. |
| 78  | Горбуши              | деревня         | Получено слишком много сущностей из Викиданные. Количество загруженных сущностей: 500/500. |
| 79  | Гордеево             | деревня         | Получено слишком много сущностей из Викиданные. Количество загруженных сущностей: 500/500. |
| 80  | Горенки              | деревня         | Получено слишком много сущностей из Викиданные. Количество загруженных сущностей: 500/500. |
| 81  | Горенское            | деревня         | Получено слишком много сущностей из Викиданные. Количество загруженных сущностей: 500/500. |
| 82  | Городец              | город           | Получено слишком много сущностей из Викиданные. Количество загруженных сущностей: 500/500. |
| 83  | Городецкий           | посёлок         | Получено слишком много сущностей из Викиданные. Количество загруженных сущностей: 500/500. |
| 84  | Горохово             | деревня         | Получено слишком много сущностей из Викиданные. Количество загруженных сущностей: 500/500. |
| 85  | Горюшки              | деревня         | Получено слишком много сущностей из Викиданные. Количество загруженных сущностей: 500/500. |
| 86  | Горюшкино            | деревня         | Получено слишком много сущностей из Викиданные. Количество загруженных сущностей: 500/500. |
| 87  | Горяшино             | деревня         | Получено слишком много сущностей из Викиданные. Количество загруженных сущностей: 500/500. |
| 88  | Гранино              | деревня         | Получено слишком много сущностей из Викиданные. Количество загруженных сущностей: 500/500. |
| 89  | Гридниково           | деревня         | Получено слишком много сущностей из Викиданные. Количество загруженных сущностей: 500/500. |
| 90  | Гришманово           | деревня         | Получено слишком много сущностей из Викиданные. Количество загруженных сущностей: 500/500. |
| 91  | Гурьево              | деревня         | Получено слишком много сущностей из Викиданные. Количество загруженных сущностей: 500/500. |
| 92  | Гусево               | деревня         | Получено слишком много сущностей из Викиданные. Количество загруженных сущностей: 500/500. |
| 93  | Дарьино              | деревня         | Получено слишком много сущностей из Викиданные. Количество загруженных сущностей: 500/500. |
| 94  | Детского санатория   | посёлок         | Получено слишком много сущностей из Викиданные. Количество загруженных сущностей: 500/500. |
| 95  | Долганиха            | деревня         | Получено слишком много сущностей из Викиданные. Количество загруженных сущностей: 500/500. |
| 96  | Долганово            | деревня         | Получено слишком много сущностей из Викиданные. Количество загруженных сущностей: 500/500. |
| 97  | Долгуша              | деревня         | Получено слишком много сущностей из Викиданные. Количество загруженных сущностей: 500/500. |
| 98  | Дроздово             | деревня         | Получено слишком много сущностей из Викиданные. Количество загруженных сущностей: 500/500. |
| 99  | Дроздово             | деревня         | Получено слишком много сущностей из Викиданные. Количество загруженных сущностей: 500/500. |
| 100 | Дубенино             | деревня         | Получено слишком много сущностей из Викиданные. Количество загруженных сущностей: 500/500. |
| 101 | Дубки                | деревня         | Получено слишком много сущностей из Викиданные. Количество загруженных сущностей: 500/500. |
| 102 | Дубрава              | деревня         | Получено слишком много сущностей из Викиданные. Количество загруженных сущностей: 500/500. |
| 103 | Душенькино           | деревня         | Получено слишком много сущностей из Викиданные. Количество загруженных сущностей: 500/500. |
| 104 | Дырино               | деревня         | Получено слишком много сущностей из Викиданные. Количество загруженных сущностей: 500/500. |
| 105 | Евдокимово           | деревня         | Получено слишком много сущностей из Викиданные. Количество загруженных сущностей: 500/500. |
| 106 | Елево                | деревня         | Получено слишком много сущностей из Викиданные. Количество загруженных сущностей: 500/500. |
| 107 | Елево                | деревня         | Получено слишком много сущностей из Викиданные. Количество загруженных сущностей: 500/500. |
| 108 | Елхово               | деревня         | Получено слишком много сущностей из Викиданные. Количество загруженных сущностей: 500/500. |
| 109 | Емелино              | деревня         | Получено слишком много сущностей из Викиданные. Количество загруженных сущностей: 500/500. |
| 110 | Ефутино              | деревня         | Получено слишком много сущностей из Викиданные. Количество загруженных сущностей: 500/500. |
| 111 | Жбанниково           | деревня         | Получено слишком много сущностей из Викиданные. Количество загруженных сущностей: 500/500. |
| 112 | Желтиково            | деревня         | Получено слишком много сущностей из Викиданные. Количество загруженных сущностей: 500/500. |
| 113 | Жеравизное           | деревня         | Получено слишком много сущностей из Викиданные. Количество загруженных сущностей: 500/500. |
| 114 | Жеховская            | деревня         | Получено слишком много сущностей из Викиданные. Количество загруженных сущностей: 500/500. |
| 115 | Журавлёво            | деревня         | Получено слишком много сущностей из Викиданные. Количество загруженных сущностей: 500/500. |
| 116 | Заборово             | деревня         | Получено слишком много сущностей из Викиданные. Количество загруженных сущностей: 500/500. |
| 117 | Завидлево            | деревня         | Получено слишком много сущностей из Викиданные. Количество загруженных сущностей: 500/500. |
| 118 | Заволжье             | город           | Получено слишком много сущностей из Викиданные. Количество загруженных сущностей: 500/500. |
| 119 | Завражное            | деревня         | Получено слишком много сущностей из Викиданные. Количество загруженных сущностей: 500/500. |
| 120 | Завражное            | деревня         | Получено слишком много сущностей из Викиданные. Количество загруженных сущностей: 500/500. |
| 121 | Заломаево            | деревня         | Получено слишком много сущностей из Викиданные. Количество загруженных сущностей: 500/500. |
| 122 | Заплутайки           | деревня         | Получено слишком много сущностей из Викиданные. Количество загруженных сущностей: 500/500. |
| 123 | Зарубино             | село            | Получено слишком много сущностей из Викиданные. Количество загруженных сущностей: 500/500. |
| 124 | Засорихино           | деревня         | Получено слишком много сущностей из Викиданные. Количество загруженных сущностей: 500/500. |
| 125 | Зиняки               | село            | Получено слишком много сущностей из Викиданные. Количество загруженных сущностей: 500/500. |
| 126 | Зубово               | деревня         | Получено слишком много сущностей из Викиданные. Количество загруженных сущностей: 500/500. |
| 127 | Зубово               | деревня         | Получено слишком много сущностей из Викиданные. Количество загруженных сущностей: 500/500. |
| 128 | Иваново              | деревня         | Получено слишком много сущностей из Викиданные. Количество загруженных сущностей: 500/500. |
| 129 | Ивашково             | деревня         | Получено слишком много сущностей из Викиданные. Количество загруженных сущностей: 500/500. |
| 130 | Иголенки             | деревня         | Получено слишком много сущностей из Викиданные. Количество загруженных сущностей: 500/500. |
| 131 | Иголкино             | деревня         | Получено слишком много сущностей из Викиданные. Количество загруженных сущностей: 500/500. |
| 132 | Иконниково           | деревня         | Получено слишком много сущностей из Викиданные. Количество загруженных сущностей: 500/500. |
| 133 | Ильинский            | посёлок         | Получено слишком много сущностей из Викиданные. Количество загруженных сущностей: 500/500. |
| 134 | имени Тимирязева     | посёлок         | Получено слишком много сущностей из Викиданные. Количество загруженных сущностей: 500/500. |
| 135 | Кабачёво             | деревня         | Получено слишком много сущностей из Викиданные. Количество загруженных сущностей: 500/500. |
| 136 | Калинки              | деревня         | Получено слишком много сущностей из Викиданные. Количество загруженных сущностей: 500/500. |
| 137 | Калинкино            | деревня         | Получено слишком много сущностей из Викиданные. Количество загруженных сущностей: 500/500. |
| 138 | Каплино              | деревня         | Получено слишком много сущностей из Викиданные. Количество загруженных сущностей: 500/500. |
| 139 | Караваево            | деревня         | Получено слишком много сущностей из Викиданные. Количество загруженных сущностей: 500/500. |
| 140 | Караиха              | деревня         | Получено слишком много сущностей из Викиданные. Количество загруженных сущностей: 500/500. |
| 141 | Карлово              | деревня         | Получено слишком много сущностей из Викиданные. Количество загруженных сущностей: 500/500. |
| 142 | Карпово              | деревня         | Получено слишком много сущностей из Викиданные. Количество загруженных сущностей: 500/500. |
| 143 | Карташиха            | деревня         | Получено слишком много сущностей из Викиданные. Количество загруженных сущностей: 500/500. |
| 144 | Кипрево              | деревня         | Получено слишком много сущностей из Викиданные. Количество загруженных сущностей: 500/500. |
| 145 | Киреево              | деревня         | Получено слишком много сущностей из Викиданные. Количество загруженных сущностей: 500/500. |
| 146 | Кирьяново            | деревня         | Получено слишком много сущностей из Викиданные. Количество загруженных сущностей: 500/500. |
| 147 | Кирюшино             | село            | Получено слишком много сущностей из Викиданные. Количество загруженных сущностей: 500/500. |
| 148 | Клёново              | деревня         | Получено слишком много сущностей из Викиданные. Количество загруженных сущностей: 500/500. |
| 149 | Клепиковка           | деревня         | Получено слишком много сущностей из Викиданные. Количество загруженных сущностей: 500/500. |
| 150 | Ключи                | деревня         | Получено слишком много сущностей из Викиданные. Количество загруженных сущностей: 500/500. |
| 151 | Клюшниково           | деревня         | Получено слишком много сущностей из Викиданные. Количество загруженных сущностей: 500/500. |
| 152 | Ковалево             | деревня         | Получено слишком много сущностей из Викиданные. Количество загруженных сущностей: 500/500. |
| 153 | Ковригино            | деревня         | Получено слишком много сущностей из Викиданные. Количество загруженных сущностей: 500/500. |
| 154 | Ковригино            | деревня         | Получено слишком много сущностей из Викиданные. Количество загруженных сущностей: 500/500. |
| 155 | Кожухово             | деревня         | Получено слишком много сущностей из Викиданные. Количество загруженных сущностей: 500/500. |
| 156 | Козино               | деревня         | Получено слишком много сущностей из Викиданные. Количество загруженных сущностей: 500/500. |
| 157 | Колесниково          | деревня         | Получено слишком много сущностей из Викиданные. Количество загруженных сущностей: 500/500. |
| 158 | Колоногово           | деревня         | Получено слишком много сущностей из Викиданные. Количество загруженных сущностей: 500/500. |
| 159 | Колываново           | деревня         | Получено слишком много сущностей из Викиданные. Количество загруженных сущностей: 500/500. |
| 160 | Конево               | деревня         | Получено слишком много сущностей из Викиданные. Количество загруженных сущностей: 500/500. |
| 161 | Конево               | деревня         | Получено слишком много сущностей из Викиданные. Количество загруженных сущностей: 500/500. |
| 162 | Коновалиха           | деревня         | Получено слишком много сущностей из Викиданные. Количество загруженных сущностей: 500/500. |
| 163 | Конопляново          | деревня         | Получено слишком много сущностей из Викиданные. Количество загруженных сущностей: 500/500. |
| 164 | Коньково             | деревня         | Получено слишком много сущностей из Викиданные. Количество загруженных сущностей: 500/500. |
| 165 | Копенное             | деревня         | Получено слишком много сущностей из Викиданные. Количество загруженных сущностей: 500/500. |
| 166 | Копнино              | деревня         | Получено слишком много сущностей из Викиданные. Количество загруженных сущностей: 500/500. |
| 167 | Копосово             | деревня         | Получено слишком много сущностей из Викиданные. Количество загруженных сущностей: 500/500. |
| 168 | Коптево              | деревня         | Получено слишком много сущностей из Викиданные. Количество загруженных сущностей: 500/500. |
| 169 | Коробейниково        | деревня         | Получено слишком много сущностей из Викиданные. Количество загруженных сущностей: 500/500. |
| 170 | Коробово             | деревня         | Получено слишком много сущностей из Викиданные. Количество загруженных сущностей: 500/500. |
| 171 | Коробово             | деревня         | Получено слишком много сущностей из Викиданные. Количество загруженных сущностей: 500/500. |
| 172 | Коровино             | деревня         | Получено слишком много сущностей из Викиданные. Количество загруженных сущностей: 500/500. |
| 173 | Коровинское          | деревня         | Получено слишком много сущностей из Викиданные. Количество загруженных сущностей: 500/500. |
| 174 | Косково              | деревня         | Получено слишком много сущностей из Викиданные. Количество загруженных сущностей: 500/500. |
| 175 | Косолапово           | деревня         | Получено слишком много сущностей из Викиданные. Количество загруженных сущностей: 500/500. |
| 176 | Костомарино          | деревня         | Получено слишком много сущностей из Викиданные. Количество загруженных сущностей: 500/500. |
| 177 | Костромино           | деревня         | Получено слишком много сущностей из Викиданные. Количество загруженных сущностей: 500/500. |
| 178 | Кочнево              | деревня         | Получено слишком много сущностей из Викиданные. Количество загруженных сущностей: 500/500. |
| 179 | Красная Рамень       | деревня         | Получено слишком много сущностей из Викиданные. Количество загруженных сущностей: 500/500. |
| 180 | Красноселье          | деревня         | Получено слишком много сущностей из Викиданные. Количество загруженных сущностей: 500/500. |
| 181 | Кривоносово          | деревня         | Получено слишком много сущностей из Викиданные. Количество загруженных сущностей: 500/500. |
| 182 | Круглово             | деревня         | Получено слишком много сущностей из Викиданные. Количество загруженных сущностей: 500/500. |
| 183 | Круглово             | село            | Получено слишком много сущностей из Викиданные. Количество загруженных сущностей: 500/500. |
| 184 | Кудашиха             | деревня         | Получено слишком много сущностей из Викиданные. Количество загруженных сущностей: 500/500. |
| 185 | Кузнечиха            | деревня         | Получено слишком много сущностей из Викиданные. Количество загруженных сущностей: 500/500. |
| 186 | Кумохино             | деревня         | Получено слишком много сущностей из Викиданные. Количество загруженных сущностей: 500/500. |
| 187 | Кумохино             | деревня         | Получено слишком много сущностей из Викиданные. Количество загруженных сущностей: 500/500. |
| 188 | Кунорино             | деревня         | Получено слишком много сущностей из Викиданные. Количество загруженных сущностей: 500/500. |
| 189 | Курочкино            | деревня         | Получено слишком много сущностей из Викиданные. Количество загруженных сущностей: 500/500. |
| 190 | Курцево              | деревня         | Получено слишком много сущностей из Викиданные. Количество загруженных сущностей: 500/500. |
| 191 | Куфтино              | деревня         | Получено слишком много сущностей из Викиданные. Количество загруженных сущностей: 500/500. |
| 192 | Лазарево             | деревня         | Получено слишком много сущностей из Викиданные. Количество загруженных сущностей: 500/500. |
| 193 | Лапино               | деревня         | Получено слишком много сущностей из Викиданные. Количество загруженных сущностей: 500/500. |
| 194 | Ларино               | деревня         | Получено слишком много сущностей из Викиданные. Количество загруженных сущностей: 500/500. |
| 195 | Лбово                | деревня         | Получено слишком много сущностей из Викиданные. Количество загруженных сущностей: 500/500. |
| 196 | Лебедево             | деревня         | Получено слишком много сущностей из Викиданные. Количество загруженных сущностей: 500/500. |
| 197 | Лесная               | деревня         | Получено слишком много сущностей из Викиданные. Количество загруженных сущностей: 500/500. |
| 198 | Липовая Грива        | деревня         | Получено слишком много сущностей из Викиданные. Количество загруженных сущностей: 500/500. |
| 199 | Лисино               | деревня         | Получено слишком много сущностей из Викиданные. Количество загруженных сущностей: 500/500. |
| 200 | Лисицыно             | деревня         | Получено слишком много сущностей из Викиданные. Количество загруженных сущностей: 500/500. |
| 201 | Лихачёво             | деревня         | Получено слишком много сущностей из Викиданные. Количество загруженных сущностей: 500/500. |
| 202 | Ложкино              | деревня         | Получено слишком много сущностей из Викиданные. Количество загруженных сущностей: 500/500. |
| 203 | Ломки                | деревня         | Получено слишком много сущностей из Викиданные. Количество загруженных сущностей: 500/500. |
| 204 | Ломляево             | деревня         | Получено слишком много сущностей из Викиданные. Количество загруженных сущностей: 500/500. |
| 205 | Лосево               | деревня         | Получено слишком много сущностей из Викиданные. Количество загруженных сущностей: 500/500. |
| 206 | Лосево               | деревня         | Получено слишком много сущностей из Викиданные. Количество загруженных сущностей: 500/500. |
| 207 | Луговое              | деревня         | Получено слишком много сущностей из Викиданные. Количество загруженных сущностей: 500/500. |
| 208 | Луковкино            | деревня         | Получено слишком много сущностей из Викиданные. Количество загруженных сущностей: 500/500. |
| 209 | Лямино               | деревня         | Получено слишком много сущностей из Викиданные. Количество загруженных сущностей: 500/500. |
| 210 | Ляпуново             | деревня         | Получено слишком много сущностей из Викиданные. Количество загруженных сущностей: 500/500. |
| 211 | Максимовское         | деревня         | Получено слишком много сущностей из Викиданные. Количество загруженных сущностей: 500/500. |
| 212 | Малахово             | деревня         | Получено слишком много сущностей из Викиданные. Количество загруженных сущностей: 500/500. |
| 213 | Малинки              | деревня         | Получено слишком много сущностей из Викиданные. Количество загруженных сущностей: 500/500. |
| 214 | Малые Берёзки        | деревня         | Получено слишком много сущностей из Викиданные. Количество загруженных сущностей: 500/500. |
| 215 | Малый Суходол        | деревня         | Получено слишком много сущностей из Викиданные. Количество загруженных сущностей: 500/500. |
| 216 | Марково              | деревня         | Получено слишком много сущностей из Викиданные. Количество загруженных сущностей: 500/500. |
| 217 | Мартыново            | деревня         | Получено слишком много сущностей из Викиданные. Количество загруженных сущностей: 500/500. |
| 218 | Матрёнино            | деревня         | Получено слишком много сущностей из Викиданные. Количество загруженных сущностей: 500/500. |
| 219 | Меленки              | деревня         | Получено слишком много сущностей из Викиданные. Количество загруженных сущностей: 500/500. |
| 220 | Мельниково           | деревня         | Получено слишком много сущностей из Викиданные. Количество загруженных сущностей: 500/500. |
| 221 | Мехово               | деревня         | Получено слишком много сущностей из Викиданные. Количество загруженных сущностей: 500/500. |
| 222 | Милеево              | деревня         | Получено слишком много сущностей из Викиданные. Количество загруженных сущностей: 500/500. |
| 223 | Митинское            | деревня         | Получено слишком много сущностей из Викиданные. Количество загруженных сущностей: 500/500. |
| 224 | Митрофаново          | деревня         | Получено слишком много сущностей из Викиданные. Количество загруженных сущностей: 500/500. |
| 225 | Михайлово            | деревня         | Получено слишком много сущностей из Викиданные. Количество загруженных сущностей: 500/500. |
| 226 | Могильцы             | деревня         | Получено слишком много сущностей из Викиданные. Количество загруженных сущностей: 500/500. |
| 227 | Мозгулино            | деревня         | Получено слишком много сущностей из Викиданные. Количество загруженных сущностей: 500/500. |
| 228 | Мокеиха              | деревня         | Получено слишком много сущностей из Викиданные. Количество загруженных сущностей: 500/500. |
| 229 | Мокрушино            | деревня         | Получено слишком много сущностей из Викиданные. Количество загруженных сущностей: 500/500. |
| 230 | Мостовое             | деревня         | Получено слишком много сущностей из Викиданные. Количество загруженных сущностей: 500/500. |
| 231 | Мочальное            | деревня         | Получено слишком много сущностей из Викиданные. Количество загруженных сущностей: 500/500. |
| 232 | Мошки                | деревня         | Получено слишком много сущностей из Викиданные. Количество загруженных сущностей: 500/500. |
| 233 | Мошкино              | деревня         | Получено слишком много сущностей из Викиданные. Количество загруженных сущностей: 500/500. |
| 234 | Мошкино              | деревня         | Получено слишком много сущностей из Викиданные. Количество загруженных сущностей: 500/500. |
| 235 | Мысово               | деревня         | Получено слишком много сущностей из Викиданные. Количество загруженных сущностей: 500/500. |
| 236 | Нагавицино           | деревня         | Получено слишком много сущностей из Викиданные. Количество загруженных сущностей: 500/500. |
| 237 | Налескино            | деревня         | Получено слишком много сущностей из Викиданные. Количество загруженных сущностей: 500/500. |
| 238 | Наседкино            | деревня         | Получено слишком много сущностей из Викиданные. Количество загруженных сущностей: 500/500. |
| 239 | Неболдино            | деревня         | Получено слишком много сущностей из Викиданные. Количество загруженных сущностей: 500/500. |
| 240 | Нехлустино           | деревня         | Получено слишком много сущностей из Викиданные. Количество загруженных сущностей: 500/500. |
| 241 | Нечаиха              | деревня         | Получено слишком много сущностей из Викиданные. Количество загруженных сущностей: 500/500. |
| 242 | Нечаиха              | деревня         | Получено слишком много сущностей из Викиданные. Количество загруженных сущностей: 500/500. |
| 243 | Никитино             | деревня         | Получено слишком много сущностей из Викиданные. Количество загруженных сущностей: 500/500. |
| 244 | Николо-Погост        | село            | Получено слишком много сущностей из Викиданные. Количество загруженных сущностей: 500/500. |
| 245 | Никольское           | деревня         | Получено слишком много сущностей из Викиданные. Количество загруженных сущностей: 500/500. |
| 246 | Никольское           | деревня         | Получено слишком много сущностей из Викиданные. Количество загруженных сущностей: 500/500. |
| 247 | Никулино             | деревня         | Получено слишком много сущностей из Викиданные. Количество загруженных сущностей: 500/500. |
| 248 | Никулино             | деревня         | Получено слишком много сущностей из Викиданные. Количество загруженных сущностей: 500/500. |
| 249 | Ничунаево            | деревня         | Получено слишком много сущностей из Викиданные. Количество загруженных сущностей: 500/500. |
| 250 | Новочистное          | деревня         | Получено слишком много сущностей из Викиданные. Количество загруженных сущностей: 500/500. |
| 251 | Ноздрино             | деревня         | Получено слишком много сущностей из Викиданные. Количество загруженных сущностей: 500/500. |
| 252 | Носово               | деревня         | Получено слишком много сущностей из Викиданные. Количество загруженных сущностей: 500/500. |
| 253 | Облизино             | деревня         | Получено слишком много сущностей из Викиданные. Количество загруженных сущностей: 500/500. |
| 254 | Обухово              | деревня         | Получено слишком много сущностей из Викиданные. Количество загруженных сущностей: 500/500. |
| 255 | Овинное              | деревня         | Получено слишком много сущностей из Викиданные. Количество загруженных сущностей: 500/500. |
| 256 | Ожгихино             | деревня         | Получено слишком много сущностей из Викиданные. Количество загруженных сущностей: 500/500. |
| 257 | Опалево              | деревня         | Получено слишком много сущностей из Викиданные. Количество загруженных сущностей: 500/500. |
| 258 | Орехово              | деревня         | Получено слишком много сущностей из Викиданные. Количество загруженных сущностей: 500/500. |
| 259 | Осинки               | деревня         | Получено слишком много сущностей из Викиданные. Количество загруженных сущностей: 500/500. |
| 260 | Осинки               | деревня         | Получено слишком много сущностей из Викиданные. Количество загруженных сущностей: 500/500. |
| 261 | Оскордино            | деревня         | Получено слишком много сущностей из Викиданные. Количество загруженных сущностей: 500/500. |
| 262 | Осоково              | деревня         | Получено слишком много сущностей из Викиданные. Количество загруженных сущностей: 500/500. |
| 263 | Осоково              | деревня         | Получено слишком много сущностей из Викиданные. Количество загруженных сущностей: 500/500. |
| 264 | Останино             | деревня         | Получено слишком много сущностей из Викиданные. Количество загруженных сущностей: 500/500. |
| 265 | Островино            | деревня         | Получено слишком много сущностей из Викиданные. Количество загруженных сущностей: 500/500. |
| 266 | Павелкино            | деревня         | Получено слишком много сущностей из Викиданные. Количество загруженных сущностей: 500/500. |
| 267 | Пелевино             | деревня         | Получено слишком много сущностей из Викиданные. Количество загруженных сущностей: 500/500. |
| 268 | Первое Мая           | посёлок         | Получено слишком много сущностей из Викиданные. Количество загруженных сущностей: 500/500. |
| 269 | Первомайский         | рабочий посёлок | Получено слишком много сущностей из Викиданные. Количество загруженных сущностей: 500/500. |
| 270 | Первушкино           | деревня         | Получено слишком много сущностей из Викиданные. Количество загруженных сущностей: 500/500. |
| 271 | Перевесное           | деревня         | Получено слишком много сущностей из Викиданные. Количество загруженных сущностей: 500/500. |
| 272 | Пестово              | деревня         | Получено слишком много сущностей из Викиданные. Количество загруженных сущностей: 500/500. |
| 273 | Пестово              | деревня         | Получено слишком много сущностей из Викиданные. Количество загруженных сущностей: 500/500. |
| 274 | Пестряково           | деревня         | Получено слишком много сущностей из Викиданные. Количество загруженных сущностей: 500/500. |
| 275 | Пестряково           | деревня         | Получено слишком много сущностей из Викиданные. Количество загруженных сущностей: 500/500. |
| 276 | Петухово             | деревня         | Получено слишком много сущностей из Викиданные. Количество загруженных сущностей: 500/500. |
| 277 | Петухово             | деревня         | Получено слишком много сущностей из Викиданные. Количество загруженных сущностей: 500/500. |
| 278 | Победа               | деревня         | Получено слишком много сущностей из Викиданные. Количество загруженных сущностей: 500/500. |
| 279 | Повалихино           | деревня         | Получено слишком много сущностей из Викиданные. Количество загруженных сущностей: 500/500. |
| 280 | Погуляйки            | деревня         | Получено слишком много сущностей из Викиданные. Количество загруженных сущностей: 500/500. |
| 281 | Подлужное            | деревня         | Получено слишком много сущностей из Викиданные. Количество загруженных сущностей: 500/500. |
| 282 | Подолец              | деревня         | Получено слишком много сущностей из Викиданные. Количество загруженных сущностей: 500/500. |
| 283 | Покровское           | деревня         | Получено слишком много сущностей из Викиданные. Количество загруженных сущностей: 500/500. |
| 284 | Полежайки            | деревня         | Получено слишком много сущностей из Викиданные. Количество загруженных сущностей: 500/500. |
| 285 | Полизалово           | деревня         | Получено слишком много сущностей из Викиданные. Количество загруженных сущностей: 500/500. |
| 286 | Пономарево           | деревня         | Получено слишком много сущностей из Викиданные. Количество загруженных сущностей: 500/500. |
| 287 | Поповка              | деревня         | Получено слишком много сущностей из Викиданные. Количество загруженных сущностей: 500/500. |
| 288 | Попово               | деревня         | Получено слишком много сущностей из Викиданные. Количество загруженных сущностей: 500/500. |
| 289 | Пречистино           | деревня         | Получено слишком много сущностей из Викиданные. Количество загруженных сущностей: 500/500. |
| 290 | Привалово            | деревня         | Получено слишком много сущностей из Викиданные. Количество загруженных сущностей: 500/500. |
| 291 | Притыкино            | деревня         | Получено слишком много сущностей из Викиданные. Количество загруженных сущностей: 500/500. |
| 292 | Притыкино            | деревня         | Получено слишком много сущностей из Викиданные. Количество загруженных сущностей: 500/500. |
| 293 | Прозориха            | деревня         | Получено слишком много сущностей из Викиданные. Количество загруженных сущностей: 500/500. |
| 294 | Прозорово            | деревня         | Получено слишком много сущностей из Викиданные. Количество загруженных сущностей: 500/500. |
| 295 | Прокофьево           | деревня         | Получено слишком много сущностей из Викиданные. Количество загруженных сущностей: 500/500. |
| 296 | Прокурино            | деревня         | Получено слишком много сущностей из Викиданные. Количество загруженных сущностей: 500/500. |
| 297 | Прудово              | деревня         | Получено слишком много сущностей из Викиданные. Количество загруженных сущностей: 500/500. |
| 298 | Прудово              | посёлок         | Получено слишком много сущностей из Викиданные. Количество загруженных сущностей: 500/500. |
| 299 | Пудово               | деревня         | Получено слишком много сущностей из Викиданные. Количество загруженных сущностей: 500/500. |
| 300 | Пульниково           | деревня         | Получено слишком много сущностей из Викиданные. Количество загруженных сущностей: 500/500. |
| 301 | Пустошь              | деревня         | Получено слишком много сущностей из Викиданные. Количество загруженных сущностей: 500/500. |
| 302 | Пшеничное            | деревня         | Получено слишком много сущностей из Викиданные. Количество загруженных сущностей: 500/500. |
| 303 | Пятейки              | деревня         | Получено слишком много сущностей из Викиданные. Количество загруженных сущностей: 500/500. |
| 304 | Редькино             | деревня         | Получено слишком много сущностей из Викиданные. Количество загруженных сущностей: 500/500. |
| 305 | Редькино             | село            | Получено слишком много сущностей из Викиданные. Количество загруженных сущностей: 500/500. |
| 306 | Репино               | деревня         | Получено слишком много сущностей из Викиданные. Количество загруженных сущностей: 500/500. |
| 307 | Речная               | деревня         | Получено слишком много сущностей из Викиданные. Количество загруженных сущностей: 500/500. |
| 308 | Рогожино             | деревня         | Получено слишком много сущностей из Викиданные. Количество загруженных сущностей: 500/500. |
| 309 | Рогозинино           | деревня         | Получено слишком много сущностей из Викиданные. Количество загруженных сущностей: 500/500. |
| 310 | Родителево           | деревня         | Получено слишком много сущностей из Викиданные. Количество загруженных сущностей: 500/500. |
| 311 | Рожково              | деревня         | Получено слишком много сущностей из Викиданные. Количество загруженных сущностей: 500/500. |
| 312 | Роймино              | деревня         | Получено слишком много сущностей из Викиданные. Количество загруженных сущностей: 500/500. |
| 313 | Романово             | деревня         | Получено слишком много сущностей из Викиданные. Количество загруженных сущностей: 500/500. |
| 314 | Руя                  | деревня         | Получено слишком много сущностей из Викиданные. Количество загруженных сущностей: 500/500. |
| 315 | Рыжухино             | деревня         | Получено слишком много сущностей из Викиданные. Количество загруженных сущностей: 500/500. |
| 316 | Рябинки              | деревня         | Получено слишком много сущностей из Викиданные. Количество загруженных сущностей: 500/500. |
| 317 | Савино               | деревня         | Получено слишком много сущностей из Викиданные. Количество загруженных сущностей: 500/500. |
| 318 | Савино               | деревня         | Получено слишком много сущностей из Викиданные. Количество загруженных сущностей: 500/500. |
| 319 | Самохвалово          | деревня         | Получено слишком много сущностей из Викиданные. Количество загруженных сущностей: 500/500. |
| 320 | Санниково            | деревня         | Получено слишком много сущностей из Викиданные. Количество загруженных сущностей: 500/500. |
| 321 | Сбоиха               | деревня         | Получено слишком много сущностей из Викиданные. Количество загруженных сущностей: 500/500. |
| 322 | Свинино              | деревня         | Получено слишком много сущностей из Викиданные. Количество загруженных сущностей: 500/500. |
| 323 | Сельцо               | деревня         | Получено слишком много сущностей из Викиданные. Количество загруженных сущностей: 500/500. |
| 324 | Серково              | деревня         | Получено слишком много сущностей из Викиданные. Количество загруженных сущностей: 500/500. |
| 325 | Сидорово             | деревня         | Получено слишком много сущностей из Викиданные. Количество загруженных сущностей: 500/500. |
| 326 | Сидорово             | деревня         | Получено слишком много сущностей из Викиданные. Количество загруженных сущностей: 500/500. |
| 327 | Сидорово             | деревня         | Получено слишком много сущностей из Викиданные. Количество загруженных сущностей: 500/500. |
| 328 | Симоново             | деревня         | Получено слишком много сущностей из Викиданные. Количество загруженных сущностей: 500/500. |
| 329 | Ситниково            | деревня         | Получено слишком много сущностей из Викиданные. Количество загруженных сущностей: 500/500. |
| 330 | Скипино              | деревня         | Получено слишком много сущностей из Викиданные. Количество загруженных сущностей: 500/500. |
| 331 | Скользихино          | деревня         | Получено слишком много сущностей из Викиданные. Количество загруженных сущностей: 500/500. |
| 332 | Скородум             | село            | Получено слишком много сущностей из Викиданные. Количество загруженных сущностей: 500/500. |
| 333 | Слоново              | деревня         | Получено слишком много сущностей из Викиданные. Количество загруженных сущностей: 500/500. |
| 334 | Слышково             | деревня         | Получено слишком много сущностей из Викиданные. Количество загруженных сущностей: 500/500. |
| 335 | Смиркино             | посёлок         | Получено слишком много сущностей из Викиданные. Количество загруженных сущностей: 500/500. |
| 336 | Смольки              | село            | Получено слишком много сущностей из Викиданные. Количество загруженных сущностей: 500/500. |
| 337 | Смольники            | деревня         | Получено слишком много сущностей из Викиданные. Количество загруженных сущностей: 500/500. |
| 338 | Собинное             | деревня         | Получено слишком много сущностей из Викиданные. Количество загруженных сущностей: 500/500. |
| 339 | Соболиха             | деревня         | Получено слишком много сущностей из Викиданные. Количество загруженных сущностей: 500/500. |
| 340 | Содомово             | деревня         | Получено слишком много сущностей из Викиданные. Количество загруженных сущностей: 500/500. |
| 341 | Содомово             | деревня         | Получено слишком много сущностей из Викиданные. Количество загруженных сущностей: 500/500. |
| 342 | Солоденино           | деревня         | Получено слишком много сущностей из Викиданные. Количество загруженных сущностей: 500/500. |
| 343 | Соримостово          | деревня         | Получено слишком много сущностей из Викиданные. Количество загруженных сущностей: 500/500. |
| 344 | Сорокоумово          | деревня         | Получено слишком много сущностей из Викиданные. Количество загруженных сущностей: 500/500. |
| 345 | Сосновка             | деревня         | Получено слишком много сущностей из Викиданные. Количество загруженных сущностей: 500/500. |
| 346 | Сосновское           | деревня         | Получено слишком много сущностей из Викиданные. Количество загруженных сущностей: 500/500. |
| 347 | Сосновское           | деревня         | Получено слишком много сущностей из Викиданные. Количество загруженных сущностей: 500/500. |
| 348 | Сотнево              | деревня         | Получено слишком много сущностей из Викиданные. Количество загруженных сущностей: 500/500. |
| 349 | Старцево             | деревня         | Получено слишком много сущностей из Викиданные. Количество загруженных сущностей: 500/500. |
| 350 | Старцево             | деревня         | Получено слишком много сущностей из Викиданные. Количество загруженных сущностей: 500/500. |
| 351 | Столбово             | деревня         | Получено слишком много сущностей из Викиданные. Количество загруженных сущностей: 500/500. |
| 352 | Стрекалово           | деревня         | Получено слишком много сущностей из Викиданные. Количество загруженных сущностей: 500/500. |
| 353 | Стрелка              | деревня         | Получено слишком много сущностей из Викиданные. Количество загруженных сущностей: 500/500. |
| 354 | Стрелка              | деревня         | Получено слишком много сущностей из Викиданные. Количество загруженных сущностей: 500/500. |
| 355 | Строино              | деревня         | Получено слишком много сущностей из Викиданные. Количество загруженных сущностей: 500/500. |
| 356 | Строчково            | село            | Получено слишком много сущностей из Викиданные. Количество загруженных сущностей: 500/500. |
| 357 | Ступино              | деревня         | Получено слишком много сущностей из Викиданные. Количество загруженных сущностей: 500/500. |
| 358 | Суздалево            | деревня         | Получено слишком много сущностей из Викиданные. Количество загруженных сущностей: 500/500. |
| 359 | Сухаренки            | деревня         | Получено слишком много сущностей из Викиданные. Количество загруженных сущностей: 500/500. |
| 360 | Сухаренки            | посёлок         | Получено слишком много сущностей из Викиданные. Количество загруженных сущностей: 500/500. |
| 361 | Сысово               | деревня         | Получено слишком много сущностей из Викиданные. Количество загруженных сущностей: 500/500. |
| 362 | Сысуйково            | деревня         | Получено слишком много сущностей из Викиданные. Количество загруженных сущностей: 500/500. |
| 363 | Тарханово            | деревня         | Получено слишком много сущностей из Викиданные. Количество загруженных сущностей: 500/500. |
| 364 | Тарханово            | деревня         | Получено слишком много сущностей из Викиданные. Количество загруженных сущностей: 500/500. |
| 365 | Телицино             | деревня         | Получено слишком много сущностей из Викиданные. Количество загруженных сущностей: 500/500. |
| 366 | Терентьево           | деревня         | Получено слишком много сущностей из Викиданные. Количество загруженных сущностей: 500/500. |
| 367 | Тесовая              | деревня         | Получено слишком много сущностей из Викиданные. Количество загруженных сущностей: 500/500. |
| 368 | Тихая                | деревня         | Получено слишком много сущностей из Викиданные. Количество загруженных сущностей: 500/500. |
| 369 | Ткалино              | деревня         | Получено слишком много сущностей из Викиданные. Количество загруженных сущностей: 500/500. |
| 370 | Токовиково           | деревня         | Получено слишком много сущностей из Викиданные. Количество загруженных сущностей: 500/500. |
| 371 | Тонково              | деревня         | Получено слишком много сущностей из Викиданные. Количество загруженных сущностей: 500/500. |
| 372 | Торохово             | деревня         | Получено слишком много сущностей из Викиданные. Количество загруженных сущностей: 500/500. |
| 373 | Тревражное           | деревня         | Получено слишком много сущностей из Викиданные. Количество загруженных сущностей: 500/500. |
| 374 | Тренино              | деревня         | Получено слишком много сущностей из Викиданные. Количество загруженных сущностей: 500/500. |
| 375 | Трестьяны            | деревня         | Получено слишком много сущностей из Викиданные. Количество загруженных сущностей: 500/500. |
| 376 | Турбазы              | посёлок         | Получено слишком много сущностей из Викиданные. Количество загруженных сущностей: 500/500. |
| 377 | Тюкалово             | деревня         | Получено слишком много сущностей из Викиданные. Количество загруженных сущностей: 500/500. |
| 378 | Тяблино              | деревня         | Получено слишком много сущностей из Викиданные. Количество загруженных сущностей: 500/500. |
| 379 | Узольский            | посёлок         | Получено слишком много сущностей из Викиданные. Количество загруженных сущностей: 500/500. |
| 380 | Улыбино              | деревня         | Получено слишком много сущностей из Викиданные. Количество загруженных сущностей: 500/500. |
| 381 | Ульяниха             | деревня         | Получено слишком много сущностей из Викиданные. Количество загруженных сущностей: 500/500. |
| 382 | Ульянково            | деревня         | Получено слишком много сущностей из Викиданные. Количество загруженных сущностей: 500/500. |
| 383 | Устиново             | деревня         | Получено слишком много сущностей из Викиданные. Количество загруженных сущностей: 500/500. |
| 384 | Фаладово             | деревня         | Получено слишком много сущностей из Викиданные. Количество загруженных сущностей: 500/500. |
| 385 | Фалино-Пестово       | деревня         | Получено слишком много сущностей из Викиданные. Количество загруженных сущностей: 500/500. |
| 386 | Федоровское          | деревня         | Получено слишком много сущностей из Викиданные. Количество загруженных сущностей: 500/500. |
| 387 | Федосеево            | деревня         | Получено слишком много сущностей из Викиданные. Количество загруженных сущностей: 500/500. |
| 388 | Федурино             | деревня         | Получено слишком много сущностей из Викиданные. Количество загруженных сущностей: 500/500. |
| 389 | Фердуново            | деревня         | Получено слишком много сущностей из Викиданные. Количество загруженных сущностей: 500/500. |
| 390 | Филино               | деревня         | Получено слишком много сущностей из Викиданные. Количество загруженных сущностей: 500/500. |
| 391 | Филипцево            | деревня         | Получено слишком много сущностей из Викиданные. Количество загруженных сущностей: 500/500. |
| 392 | Филипцево            | деревня         | Получено слишком много сущностей из Викиданные. Количество загруженных сущностей: 500/500. |
| 393 | Филоново             | деревня         | Получено слишком много сущностей из Викиданные. Количество загруженных сущностей: 500/500. |
| 394 | Фомиха               | деревня         | Получено слишком много сущностей из Викиданные. Количество загруженных сущностей: 500/500. |
| 395 | Харино               | деревня         | Получено слишком много сущностей из Викиданные. Количество загруженных сущностей: 500/500. |
| 396 | Харламиха            | деревня         | Получено слишком много сущностей из Викиданные. Количество загруженных сущностей: 500/500. |
| 397 | Хаустово             | деревня         | Получено слишком много сущностей из Викиданные. Количество загруженных сущностей: 500/500. |
| 398 | Хахалино             | деревня         | Получено слишком много сущностей из Викиданные. Количество загруженных сущностей: 500/500. |
| 399 | Худяково             | деревня         | Получено слишком много сущностей из Викиданные. Количество загруженных сущностей: 500/500. |
| 400 | Частихино            | деревня         | Получено слишком много сущностей из Викиданные. Количество загруженных сущностей: 500/500. |
| 401 | Чегенёво             | деревня         | Получено слишком много сущностей из Викиданные. Количество загруженных сущностей: 500/500. |
| 402 | Чередково            | деревня         | Получено слишком много сущностей из Викиданные. Количество загруженных сущностей: 500/500. |
| 403 | Черемушки            | деревня         | Получено слишком много сущностей из Викиданные. Количество загруженных сущностей: 500/500. |
| 404 | Черкуново            | деревня         | Получено слишком много сущностей из Викиданные. Количество загруженных сущностей: 500/500. |
| 405 | Черна                | деревня         | Получено слишком много сущностей из Викиданные. Количество загруженных сущностей: 500/500. |
| 406 | Черново              | деревня         | Получено слишком много сущностей из Викиданные. Количество загруженных сущностей: 500/500. |
| 407 | Чернораменье         | деревня         | Получено слишком много сущностей из Викиданные. Количество загруженных сущностей: 500/500. |
| 408 | Чернышиха            | деревня         | Получено слишком много сущностей из Викиданные. Количество загруженных сущностей: 500/500. |
| 409 | Чесноково            | деревня         | Получено слишком много сущностей из Викиданные. Количество загруженных сущностей: 500/500. |
| 410 | Чистомежное          | деревня         | Получено слишком много сущностей из Викиданные. Количество загруженных сущностей: 500/500. |
| 411 | Чуркино              | деревня         | Получено слишком много сущностей из Викиданные. Количество загруженных сущностей: 500/500. |
| 412 | Чучелиха             | деревня         | Получено слишком много сущностей из Викиданные. Количество загруженных сущностей: 500/500. |
| 413 | Шадрино              | деревня         | Получено слишком много сущностей из Викиданные. Количество загруженных сущностей: 500/500. |
| 414 | Шалахино             | деревня         | Получено слишком много сущностей из Викиданные. Количество загруженных сущностей: 500/500. |
| 415 | Шапошное             | деревня         | Получено слишком много сущностей из Викиданные. Количество загруженных сущностей: 500/500. |
| 416 | Шарыпово             | деревня         | Получено слишком много сущностей из Викиданные. Количество загруженных сущностей: 500/500. |
| 417 | Шаталиха             | деревня         | Получено слишком много сущностей из Викиданные. Количество загруженных сущностей: 500/500. |
| 418 | Швецово              | деревня         | Получено слишком много сущностей из Викиданные. Количество загруженных сущностей: 500/500. |
| 419 | Шейкино              | деревня         | Получено слишком много сущностей из Викиданные. Количество загруженных сущностей: 500/500. |
| 420 | Шешуки               | деревня         | Получено слишком много сущностей из Викиданные. Количество загруженных сущностей: 500/500. |
| 421 | Шипилово             | деревня         | Получено слишком много сущностей из Викиданные. Количество загруженных сущностей: 500/500. |
| 422 | Ширшово              | деревня         | Получено слишком много сущностей из Викиданные. Количество загруженных сущностей: 500/500. |
| 423 | Шишулино             | деревня         | Получено слишком много сущностей из Викиданные. Количество загруженных сущностей: 500/500. |
| 424 | Шошино               | деревня         | Получено слишком много сущностей из Викиданные. Количество загруженных сущностей: 500/500. |
| 425 | Шутово               | деревня         | Получено слишком много сущностей из Викиданные. Количество загруженных сущностей: 500/500. |
| 426 | Шушарино             | деревня         | Получено слишком много сущностей из Викиданные. Количество загруженных сущностей: 500/500. |
| 427 | Щекино               | деревня         | Получено слишком много сущностей из Викиданные. Количество загруженных сущностей: 500/500. |
| 428 | Эмохоны              | деревня         | Получено слишком много сущностей из Викиданные. Количество загруженных сущностей: 500/500. |
| 429 | Юрово                | деревня         | Получено слишком много сущностей из Викиданные. Количество загруженных сущностей: 500/500. |
| 430 | Яблонное             | деревня         | Получено слишком много сущностей из Викиданные. Количество загруженных сущностей: 500/500. |
| 431 | Яблонное             | деревня         | Получено слишком много сущностей из Викиданные. Количество загруженных сущностей: 500/500. |
| 432 | Ягодное              | деревня         | Получено слишком много сущностей из Викиданные. Количество загруженных сущностей: 500/500. |
| 433 | Ягодное              | деревня         | Получено слишком много сущностей из Викиданные. Количество загруженных сущностей: 500/500. |
| 434 | Ягодно-Лесное        | деревня         | Получено слишком много сущностей из Викиданные. Количество загруженных сущностей: 500/500. |
| 435 | Яришное              | деревня         | Получено слишком много сущностей из Викиданные. Количество загруженных сущностей: 500/500. |
| 436 | Яровская             | деревня         | Получено слишком много сущностей из Викиданные. Количество загруженных сущностей: 500/500. |
| 437 | Ястребцово           | деревня         | Получено слишком много сущностей из Викиданные. Количество загруженных сущностей: 500/500. |

### Дальнеконстантиновский
Шаблон:Автонумерация

### Дивеевский (Дивеевский муниципальный округ)
#invoke:Tables

### Княгининский
Шаблон:Автонумерация

### Ковернинский (Ковернинский муниципальный округ)
Шаблон:Автонумерация

### Краснобаковский
Шаблон:Автонумерация

### Краснооктябрьский
Шаблон:Автонумерация

### Кстовский (Кстовский муниципальный округ)
Шаблон:Автонумерация